# Puerto de la Cruz
Puerto de la Cruz es una ciudad y municipio español perteneciente a la isla de Tenerife, en la provincia de Santa Cruz de Tenerife, comunidad autónoma de Canarias.
Puerto de la Cruz fue el lugar donde comenzó el turismo en Canarias. En el año 1886 en este pequeño puerto del valle de La Orotava se estableció el primer sanatorio del archipiélago para acoger a los turistas enfermos. Fue además el primer centro turístico español de ámbito europeo. El municipio tiene una población de 31 377 habitantes (INE 2024). Junto con los municipios vecinos de Los Realejos y La Orotava forma el área metropolitana del Valle de La Orotava con 111 606 habitantes (2024).

## Toponimia
Fue denominado en origen como Puerto de la Orotava, por ser el principal punto de embarque del referido valle, aunque ya desde finales del siglo xvi se le denominaba también como Puerto de la Cruz, por haber plantado los nuevos colonos en el recién construido muelle una cruz.
Gentilicio
Sus habitantes son conocidos como portuenses, y en algunos casos se les generaliza como «ranilleros», pero originalmente este gentilicio pertenecía solamente a los del barrio de la Ranilla dentro del mismo pueblo y de fuerte tradición pesquera.[cita requerida]

## Símbolos

### Escudo
El escudo heráldico del municipio fue aprobado por Decreto de 4 de junio de 1964.
«De oro, dragón de sinople, linguado de gules, superado de cruz latina de gules. Campaña de azur con tres fajas ondeadas de plata, cargadas de una llave de sable. Al timbre, corona real abierta.»

### Bandera
Aunque no cuenta con bandera municipal aprobada, el ayuntamiento utiliza de manera oficiosa una enseña blanca con el escudo heráldico al centro.

## Geografía
Se sitúa en el norte de la isla de Tenerife, en el valle de La Orotava, limitando con los municipios de Los Realejos y La Orotava.
Tiene una extensión de 8,73 km², siendo el municipio más pequeño de la comunidad autónoma de Canarias.
El casco urbano se encuentra a 9 metros sobre el nivel del mar, estando el punto de mayor altura del municipio al pie de la montaña de los Frailes, junto a la carretera de La Montaña.

### Orografía
La elevación más destacada del municipio es el cono volcánico conocido como montaña de la Horca o de Las Arenas, con 239 metros de altitud.

### Hidrografía
Los principales cauces que atraviesan el municipio son los de los barrancos de Llarena, de Araujo, de Martiánez y de San Felipe.

### Clima
Puerto de la Cruz disfruta de un clima semiárido cálido (Clasificación climática de Köppen: BSh) cercano al clima tropical de estación seca y húmeda. La temperatura media anual es de 21,9 °C (71,4 °F).
| Parámetros climáticos promedio de Puerto de la Cruz | Parámetros climáticos promedio de Puerto de la Cruz | Parámetros climáticos promedio de Puerto de la Cruz | Parámetros climáticos promedio de Puerto de la Cruz | Parámetros climáticos promedio de Puerto de la Cruz | Parámetros climáticos promedio de Puerto de la Cruz | Parámetros climáticos promedio de Puerto de la Cruz | Parámetros climáticos promedio de Puerto de la Cruz | Parámetros climáticos promedio de Puerto de la Cruz | Parámetros climáticos promedio de Puerto de la Cruz | Parámetros climáticos promedio de Puerto de la Cruz | Parámetros climáticos promedio de Puerto de la Cruz | Parámetros climáticos promedio de Puerto de la Cruz | Parámetros climáticos promedio de Puerto de la Cruz |
| Mes                                                 | Ene.                                                | Feb.                                                | Mar.                                                | Abr.                                                | May.                                                | Jun.                                                | Jul.                                                | Ago.                                                | Sep.                                                | Oct.                                                | Nov.                                                | Dic.                                                | Anual                                               |
| --------------------------------------------------- | --------------------------------------------------- | --------------------------------------------------- | --------------------------------------------------- | --------------------------------------------------- | --------------------------------------------------- | --------------------------------------------------- | --------------------------------------------------- | --------------------------------------------------- | --------------------------------------------------- | --------------------------------------------------- | --------------------------------------------------- | --------------------------------------------------- | --------------------------------------------------- |
| Temp. máx. media (°C)                               | 22.2                                                | 22.6                                                | 23.7                                                | 24.9                                                | 26.1                                                | 27.3                                                | 28.4                                                | 28.9                                                | 27.6                                                | 26.0                                                | 24.2                                                | 22.8                                                | 25.4                                                |
| Temp. media (°C)                                    | 18.6                                                | 19.0                                                | 20.0                                                | 21.2                                                | 22.4                                                | 23.7                                                | 25.0                                                | 25.4                                                | 24.3                                                | 22.6                                                | 20.7                                                | 19.3                                                | 21.9                                                |
| Temp. mín. media (°C)                               | 15.1                                                | 15.4                                                | 16.4                                                | 17.5                                                | 18.7                                                | 20.2                                                | 21.6                                                | 22.0                                                | 21.1                                                | 19.2                                                | 17.3                                                | 15.9                                                | 18.4                                                |
| Precipitación total (mm)                            | 56.0                                                | 29.2                                                | 37.3                                                | 24.0                                                | 9.1                                                 | 3.2                                                 | 1.0                                                 | 2.0                                                 | 7.3                                                 | 23.0                                                | 56.5                                                | 47.1                                                | 295.7                                               |
| Fuente n.º 1: Climate-data.org                      |                                                     |                                                     |                                                     |                                                     |                                                     |                                                     |                                                     |                                                     |                                                     |                                                     |                                                     |                                                     |                                                     |
| Fuente n.º 2: Globalbioclimatics.org                |                                                     |                                                     |                                                     |                                                     |                                                     |                                                     |                                                     |                                                     |                                                     |                                                     |                                                     |                                                     |                                                     |

### Flora y vegetación
Prácticamente la totalidad de la vegetación natural del municipio ha desaparecido por las construcciones y actividades humanas. No obstante, en los acantilados costeros que se extienden desde la desembocadura del barranco de Llarena hasta la Ladera de la Fuente de Martiánez se conservan comunidades típicas canarias, como son los matorrales de tomillo marino frankenia ericifolia y lechuga de mar astydamia latifolia, comunidades rupícolas formadas por pasteles de risco aeonium tabulaeforme y cerrajas sonchus radicatus, así como matorrales de incienso artemisia thuscula y vinagreras rumex lunaria.
En los cauces de los barrancos se desarrollan comunidades de especies nitrófilas, zarzales de rubus ulmifolius y cañaverales de arundo donax. Por su parte, en las laderas ubicadas por encima del Loro Parque se localiza un pequeño tabaibal amargo de euphorbia lamarckii, mientras que en torno a la montaña de la Horca crecen comunidades de rabo de gato cenchrus setaceus, así como plantaciones de pinos y eucaliptos en su ladera occidental.

## Historia

### Etapa guanche: antes del sigloxv
El territorio que conforma el moderno término municipal se encuentra habitado desde época guanche, tal y como demuestran los yacimientos arqueológicos encontrados.
Esta zona pertenecía al reino o menceyato de Taoro, localizándose los principales asentamientos en las cuevas naturales de los Riscos de Martiánez. En esta zona se localizan también necrópolis y lugares de culto constituidos por conjuntos ceremoniales de cazoletas y canales excavados en la roca.

### Conquista y colonización europeas: siglosxvyxvi
Los orígenes de la ciudad se remontan a principios del siglo xvi, pues ya en 1502 existía actividad portuaria en el litoral portuense, si bien el núcleo de población dependía de La Orotava.
En su origen fue un poblado de pescadores que fue creciendo a medida que se incrementaba el comercio local. El comercio del azúcar dio paso al del vino, estableciéndose su auge de exportación en la segunda mitad del siglo xvi, propiciando un proceso de desarrollo social y económico.

### Antiguo Régimen: siglosxviiyxviii
En 1603 se decide señalar un lugar concreto en el Puerto de la Cruz donde levantar una iglesia y su correspondiente plaza.
A mediados del siglo xvii los vecinos comenzaron a manifestar su voluntad de constituirse en un lugar diferenciado, recibiendo la Real Provisión de Felipe IV el 3 de mayo de 1651, lo que les facultaba para nombrar alcalde pedáneo.
Puerto de la Cruz se convirtió en el puerto más importante de la isla cuando una erupción volcánica destruyó el de Garachico en 1706. Durante los últimos años del siglo xviii y principios del xix, el comercio de Canarias tanto de exportación como de importación —a excepción del comercio que venía de las Indias Occidentales españolas y de Sudamérica—, puede decirse que estaba concentrado en el Puerto de La Orotava. Si bien es verdad que Santa Cruz de Tenerife era la población principal en aquel tiempo, ya que conservaba el gobierno militar y financiero, toda casa mercantil estaba relacionada con La Orotava. Este proveía a las Islas de artículos de manufactura extranjera.
Hasta 1772 perteneció al municipio de La Orotava, siendo en ese año cuando se procedió a la elección de una junta municipal elegida por los vecinos.
El historiador tinerfeño José de Viera y Clavijo describe el lugar a finales del siglo xviii de la siguiente manera:

PUERTO DE LA OROTAVA, o DE LA CRUZ. Este lugar, colonia de la villa, de la cual dista media legua, está a la orilla del mar en una punta llana y baja que hace la tierra casi en medio del valle, a cuyos costados quedan dos ensenadas que forman las bocas de los barrancos de Martiánez y Puertoviejo. Sólo tiene de puerto el nombre. En la realidad, es un buen surgidero para las naves mercantes que, cuando se levanta temporal, tienen que hacerse a la vela y correr en mar ancha. La población es hermosísima, un temple sano, alegre, sin calor que ofenda ni frío que incomode. Buenas calles y anchas, buen caserío, buenas plazuelas, buenos paseos por la marina, buena agua, buenas huertas en el sitio de Martiánez, excelente jardín en el de la Paz, una gran fuente en la plaza de la parroquia. Esta es de 3 naves y de una elegante arquitectura, bien adornada, con cura beneficiado provisión del rey y alguna clerecía. Residen algunos comerciantes y hay caudales.
 Tiene un convento de Santo Domingo, como de 16 frailes; otro de San Francisco, como de 20, y otro de monjas dominicas como de 40. La feligresía es de 3.180 personas. Hay tres ermitas: San Telmo, en La Hoya; la Peña de Fuerteventura, en La Ranilla; y San Antonio, en su pago. Hay también un castillo con otras plataformas y un muelle.
José de Viera y Clavijo, 1772-1773.

### Etapa Moderna: siglosxixyxx

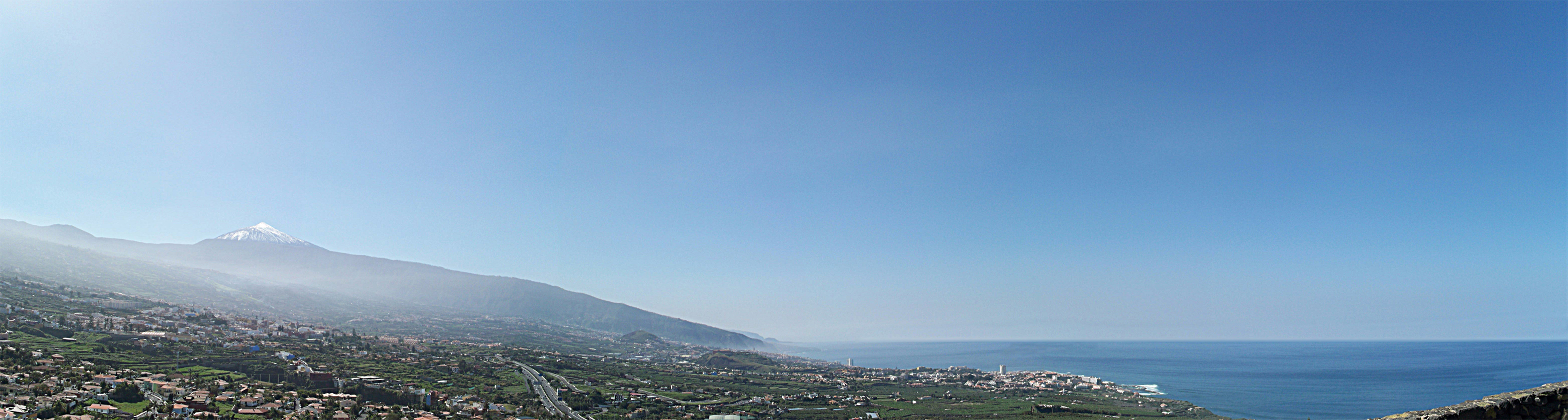
Puerto de la Cruz fue el primer centro turístico de Canarias

En 1808 se obtiene una autonomía municipal plena, cambiándose en ese momento el nombre al moderno de Puerto de la Cruz.
Entre 1812 y 1815 el Puerto de La Orotava alcanzó una gran actividad comercial, embarcando importantes cantidades anuales hacia Gran Bretaña y otros lugares.
El valle de La Orotava atrajo a numerosos científicos y artistas ilustrados europeos durante el siglo xix, fecha en la que se produjo el denominado «descubrimiento científico» de Canarias. Notables visitantes como Sabin Berthelot, Olivia Stone, Philip Barker Webb, Christen Smith, Leopold von Buch o Elizabeth Murray entre otros, fueron los primeros que tomaron rumbo a las islas con interés científico. A partir de aquí, las bondades naturales y climáticas del Valle de La Orotava fueron realmente conocidas en Europa. Además, se ensalzaron las cualidades de muchos de los productos agrícolas de la zona norte de Tenerife, como es el caso del vino, ya nombrado por William Shakespeare en el siglo XVI a través de sus personajes y descripciones literarias.
Precisamente a estas razones, el turismo comienza a tener un peso importante en la economía local a finales del xix. Fue en aquellos años cuando se construyó el Gran Hotel Taoro y comenzaron a remodelarse antiguas casas familiares, como Marquesa o Monopol, para transformarlas en los primeros centros hoteleros de la ciudad. Finalmente, la auténtica explosión turística llegó en la década de 1950, cuando la ciudad comenzó su transformación para convertirse en referente turístico de la isla y todo el archipiélago. Hecho que desencadenará a su vez una explosión urbanística con serias afecciones al entorno natural, tanto costero como agropecuario.
Por Decreto del Ministerio de la Gobernación de 26 de julio de 1956 se concede el título de ciudad a Puerto de la Cruz debido al «prestigio alcanzado desde el punto de vista cultural, urbanístico, económico, demográfico, social y turístico, que le han convertido en uno de los más importantes pueblos del archipiélago canario». En septiembre y diciembre de 1977 sucedieron dos atentados terroristas con bomba del MPAIAC, el primero contra la oficina de turismo y el segundo contra el hotel Botánico, hiriendo a dos turistas.
Durante la segunda edición del Festival de Cine Ecológico y de Naturaleza en Puerto de la Cruz, aprovechando el viaje de diversas personas invitados a impartir conferencias e impartir mesas redondas, se hace público el Manifiesto de Tenerife el 29 de mayo de 1983. Este texto es precursor del ecologismo político en España, que iniciaría un proceso que culminaría con la fundación del partido político de Los Verdes.[cita requerida]

### Sigloxxi
Por decreto 65/2006, de 23 de mayo, se declara Bien de Interés Cultural, con categoría de Conjunto Histórico, El Puerto de la Cruz.

## Demografía
Cuenta con una población de 31 377 habitantes (INE 2024).
| Gráfica de evolución demográfica de Puerto de la Cruz entre 1842 y 2021                                               |
| |
| Población de derecho según los censos de población del INE. Población de hecho según los censos de población del INE. |

A 1 de enero de 2018 Puerto de la Cruz tenía un total de 30 483 habitantes, ocupando el 8.º puesto en número de habitantes tanto de la isla de Tenerife como de la provincia de Santa Cruz de Tenerife.
La población relativa a 1 de enero de 2014 era de 3313,75 hab./km², siendo Puerto de la Cruz el municipio con mayor densidad de población de Tenerife y segundo en Canarias tras Las Palmas de Gran Canaria.
| Núcleo                  | Habitantes |
| ----------------------- | ---------- |
| Las Arenas              | 1838       |
| El Botánico             | 287        |
| Las Dehesas             | 1773       |
| El Durazno              | 640        |
| Guacimara               | 207        |
| La Paz                  | 1137       |
| Puerto de la Cruz       | 11 615     |
| Punta Brava             | 1439       |
| San Antonio-El Esquilón | 2292       |
| San Fernando            | 889        |
| San Nicolás             | 608        |
| Santísimo-Las Águilas   | 345        |
| Taoro-Malpaís           | 359        |
| El Tope                 | 1503       |
| La Vera                 | 3997       |
| TOTAL                   | 28 929     |

## Economía

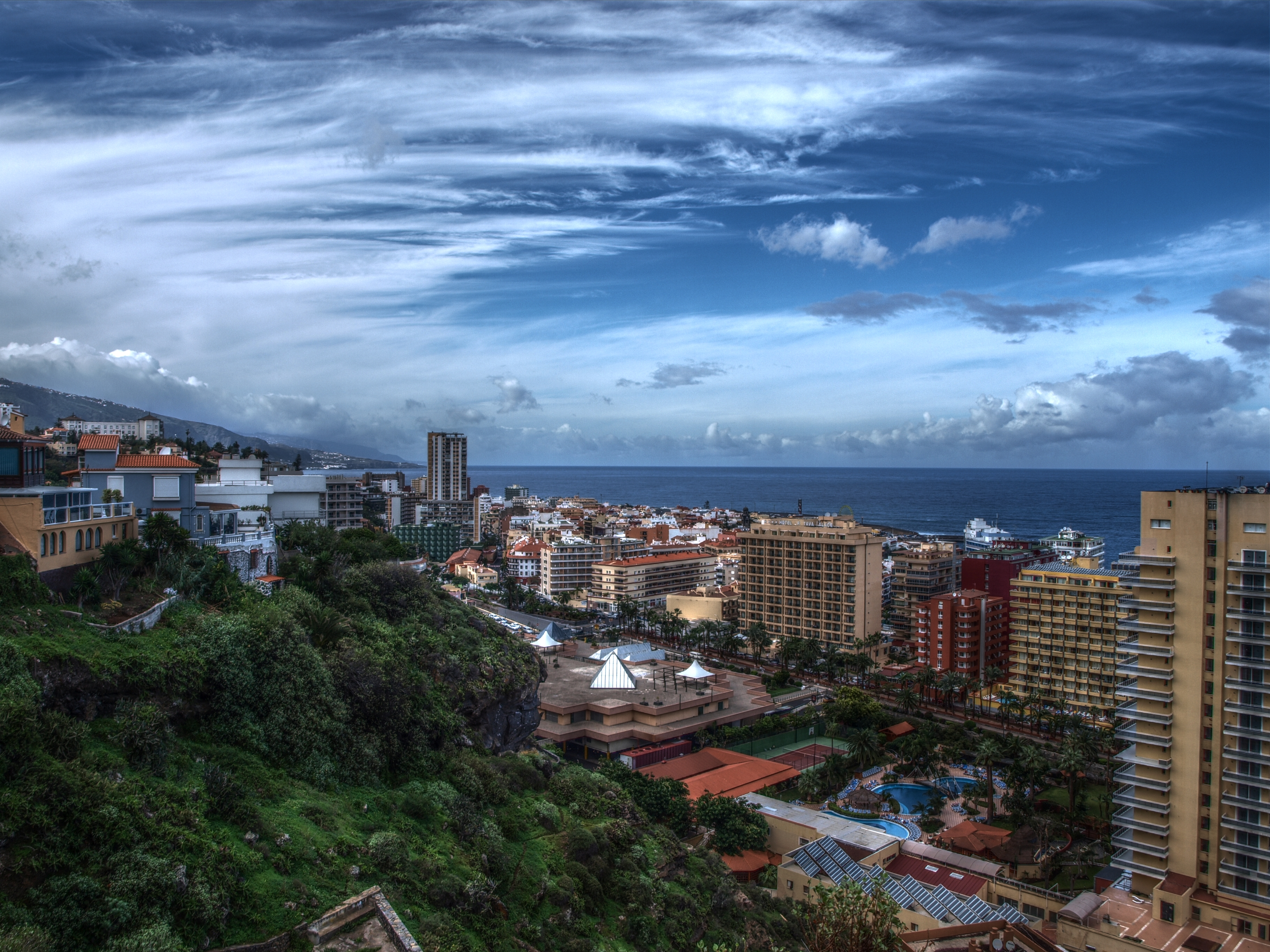
Vista del Puerto de la Cruz

Puerto de la Cruz se presenta en la historia del turismo con una realidad específica. La economía de exportación establecida por los colonizadores europeos tras la conquista en el siglo xv generó durante décadas grandes movimientos comerciales y de viajeros. Los primeros visitantes extranjeros se sintieron rápidamente atraídos por las beneficiosas cualidades climáticas del valle de La Orotava. Así pues, anterior al modelo de turismo de masas actual, existió en el Puerto de la Cruz un turismo de minorías privilegiadas, de élites que vienen interesadas por la climatología, la botánica y el sosiego de este emplazamiento. Canarias no queda excesivamente lejos de Europa y los viajes por razones de salud son uno de los primeros motores que pusieron en marcha la fábrica turística
El factor medioambiental en la elección del Puerto de la Cruz como destino turístico es, a finales del siglo xviii e inicios del xix el polo de atracción de numerosos investigadores y exclusivos grupos de la clase alta europea. En esta etapa el Puerto de la Cruz se convirtió en un centro cultural de primer orden, que alojó a numerosos viajeros y escritores ilustres, entre ellos William Wilde, Alexander von Humboldt o Sabin Berthelot. Testigos mudos de esta época son el jardín Sitio Litre, el más antiguo de Tenerife con más de 220 años, así como el Jardín de Aclimatación de La Orotava fundado a finales del siglo xviii, siendo por entonces el único jardín de estas características existente en España junto con el Real Jardín Botánico de Madrid. El Puerto de la Cruz se ganó por entonces un nombre entre los ilustres del marco internacional europeo, que a posteriori, con la llegada del modelo de turismo moderno, del ocio turístico accesible, le hará poseer una posición ventajosa frente a otros emplazamientos.

## Administración y política

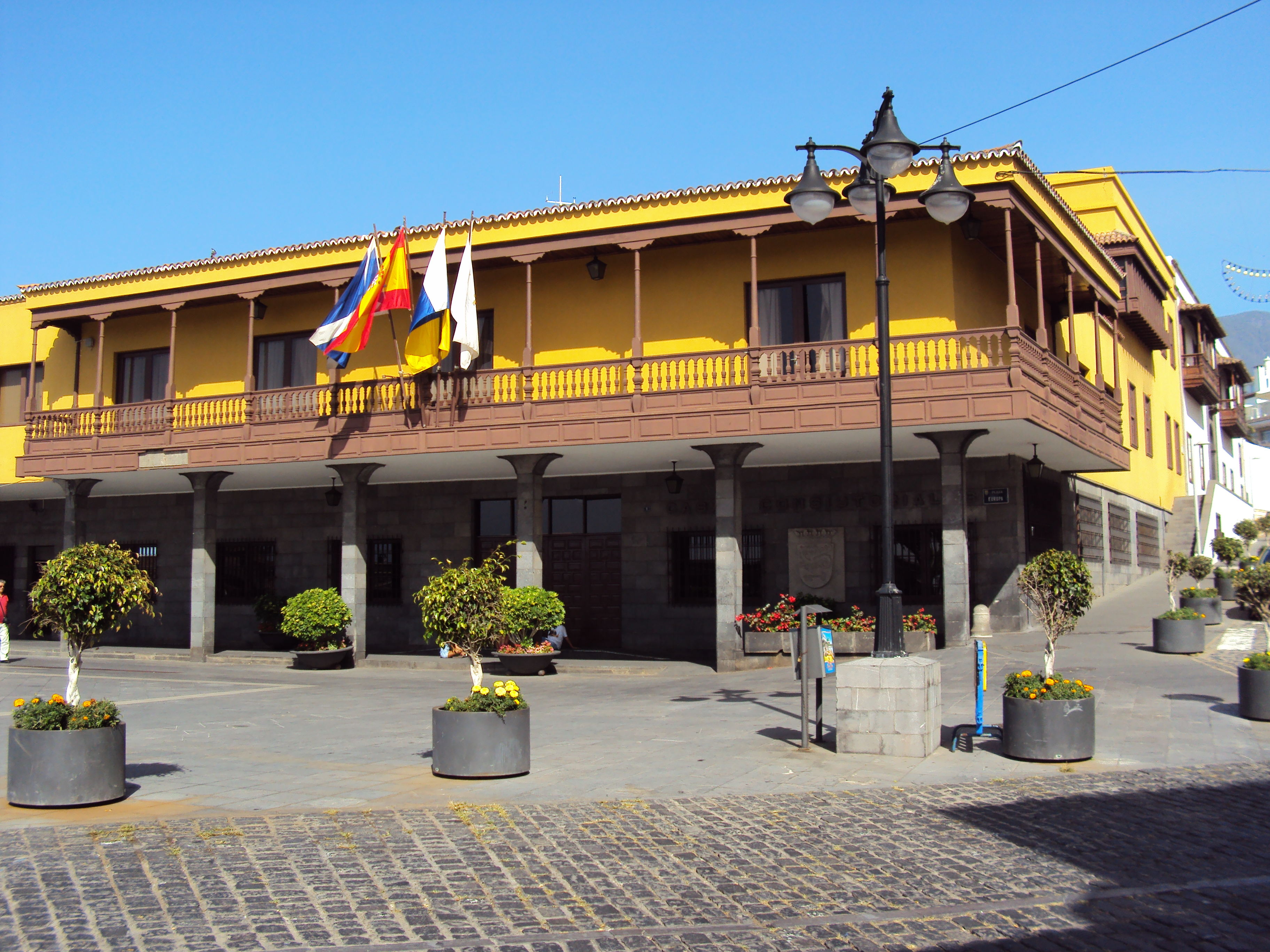
Ayuntamiento de Puerto de la Cruz

### Gobierno municipal
El municipio está regido por su Ayuntamiento, formado por el alcalde-presidente y veinte concejales.
| Periodo   | Nombre                             | Partido | Partido                                      |
| --------- | ---------------------------------- | ------- | -------------------------------------------- |
| 1979-1984 | Francisco Javier Afonso Carrillo   |         | Partido Socialista Obrero Español (PSOE)     |
| 1984-1995 | Félix Real González                |         | Partido Socialista Obrero Español (PSOE)     |
| 1995-1996 | Salvador García Llanos             |         | Partido Socialista Obrero Español (PSOE)     |
| 1996-1999 | Marcos Evangelista Brito Gutiérrez |         | Agrupación Tinerfeña de Independientes (ATI) |
| 1999-2003 | Salvador García Llanos             |         | Partido Socialista Obrero Español (PSOE)     |
| 2003-2007 | Marcos Evangelista Brito Gutiérrez |         | Coalición Canaria (CC)                       |
| 2007-2009 | Dolores Padrón Rodríguez           |         | Partido Socialista Obrero Español (PSOE)     |
| 2009-2014 | Marcos Evangelista Brito Gutiérrez |         | Coalición Canaria (CC)                       |
| 2014-2015 | Sandra Rodríguez González          |         | Coalición Canaria (CC)                       |
| 2015-2019 | Lope Domingo Afonso Hernández      |         | Partido Popular (PP)                         |
| 2019-2024 | Marco Antonio González Mesa        |         | Partido Socialista Obrero Español (PSOE)     |
| 2024-act. | Leopoldo José Afonso Hernández     |         | Partido Popular (PP)                         |

| Partido político                         | 2023  | 2023  | 2023       | 2019  | 2019  | 2019       | 2015  | 2015  | 2015       | 2011  | 2011  | 2011       | 2007  | 2007  | 2007       |
| Partido político                         | %     | Votos | Concejales | %     | Votos | Concejales | %     | Votos | Concejales | %     | Votos | Concejales | %     | Votos | Concejales |
| Partido Socialista Obrero Español (PSOE) | 45,65 | 6370  | 10         | 37,42 | 5274  | 8          | 30,82 | 4449  | 7          | 28,41 | 4308  | 6          | 39,86 | 6114  | 10         |
| Partido Popular (PP)                     | 29,11 | 4062  | 7          | 33,38 | 4704  | 8          | 28,91 | 4173  | 7          | 18,21 | 2761  | 4          | 11,16 | 1711  | 2          |
| Asamblea Ciudadana Portuense (ACP)       | 11,46 | 1600  | 2          | 13,38 | 1886  | 3          | 15,25 | 2202  | 3          | —     | —     | —          | —     | —     | —          |
| Coalición Canaria (CC)                   | 8,35  | 1166  | 2          | 9,06  | 1277  | 2          | 16,22 | 2341  | 4          | 35,48 | 5381  | 8          | 37,70 | 5782  | 9          |
| Vecinos por el Puerto (VxP)              | —     | —     | —          | —     | —     | —          | —     | —     | —          | 8,88  | 1346  | 2          | —     | —     | —          |
| Izquierda Unida (IU)                     | —     | —     | —          | —     | —     | —          | —     | —     | —          | 5,59  | 848   | 1          | 3,32  | 509   | 0          |

### Organización territorial
Todo el término municipal se encuentra incluido en la comarca del Valle de La Orotava.
Puerto de la Cruz conforma una única entidad singular de población, dividida en quince núcleos:
| Núcleos                 | Superficie |
| ----------------------- | ---------- |
| Las Arenas              | - km²      |
| El Botánico             | - km²      |
| Las Dehesas             | - km²      |
| El Durazno              | - km²      |
| Guacimara               | - km²      |
| La Paz                  | - km²      |
| Puerto de la Cruz       | - km²      |
| Punta Brava             | - km²      |
| San Antonio-El Esquilón | - km²      |
| San Fernando            | - km²      |
| San Nicolás             | - km²      |
| Santísimo-Las Águilas   | - km²      |
| Taoro-Malpaís           | - km²      |
| El Tope                 | - km²      |
| La Vera                 | - km²      |
| TOTAL                   | 8,73 km²   |

## Servicios

### Educación
Esta ciudad es sede del Instituto Vulcanológico de Canarias.

### Carreteras
Se accede al municipio principalmente por la Autopista del Norte TF-5, así como por las carreteras TF-31, TF-312, TF-320 y TF-315.

### Transporte público
Puerto de la Cruz cuenta con numerosas paradas de taxis, así como con una estación de autobuses o guaguas, estando conectado mediante las siguientes líneas de TITSA:
| Línea | Trayecto                                                                    | Recorrido                                                          |
| ----- | --------------------------------------------------------------------------- | ------------------------------------------------------------------ |
| 101   | Santa Cruz - Puerto de la Cruz (por carretera general)                      | Horario/Línea                                                      |
| 102   | Santa Cruz - Aeropuerto Norte - Puerto de la Cruz (express)                 | Horario/Línea                                                      |
| 103   | Santa Cruz - Puerto de la Cruz (express)                                    | Horario/Línea                                                      |
| 310   | La Orotava - Universidad - Hospitales                                       | Horario/Línea Archivado el 2 de junio de 2016 en Wayback Machine.  |
| 325   | Puerto de la Cruz - Acantilados de Los Gigantes (por Icod de los Vinos)     | Horario/Línea                                                      |
| 339   | Puerto de la Cruz - Realejo Alto (circunvalación)                           | Horario/Línea                                                      |
| 343   | Puerto de la Cruz - Los Cristianos (por Aeropuerto Norte y Sur) express     | Horario/Línea                                                      |
| 345   | Puerto de la Cruz - La Orotava - Aguamansa                                  | Horario/Línea                                                      |
| 348   | Puerto de la Cruz - El Portillo - Las Cañadas del Teide                     | Horario/Línea                                                      |
| 350   | Puerto de la Cruz - La Orotava (por Las Arenas y Centro Comercial La Villa) | Horario/Línea                                                      |
| 352   | Circunvalación Valle de La Orotava (por jardín botánico)                    | Horario/Línea                                                      |
| 353   | Circunvalación Valle de La Orotava - Realejo Bajo y Las Dehesas             | Horario/Línea                                                      |
| 354   | Puerto de la Cruz - Icod de los Vinos (por La Guancha)                      | Horario/Línea                                                      |
| 363   | Puerto de la Cruz - Buenavista (por Icod de los Vinos)                      | Horario/Línea                                                      |
| 381   | Plaza Reyes Católicos - Punta Brava (por Loro Parque) - La Longuera         | Horario/Línea                                                      |
| 382   | Plaza Reyes Católicos - Barrio San Antonio (por plaza del Charco y Mercado) | Horario/Línea                                                      |
| 383   | Puerto de la Cruz - La Vera (por Las Arenas)                                | Horario/Línea                                                      |
| 390   | Puerto de la Cruz - Realejo Alto (por La Montaña)                           | Horario/Línea                                                      |
| 391   | Puerto de la Cruz - Realejo Alto (por San Agustín)                          | Horario/Línea Archivado el 22 de julio de 2016 en Wayback Machine. |

### Alquiler de vehículos
En el Puerto de la Cruz abundan las empresas de alquiler de coches con los que poder recorrer toda la ciudad fácilmente, y partir hacia otros puntos de la isla. Hay tanto empresas multinacionales, como Europcar o AVIS, como empresas locales con una gran experiencia, tal como Autos 3000 o Cicar.

## Patrimonio

### Bienes de interés cultural

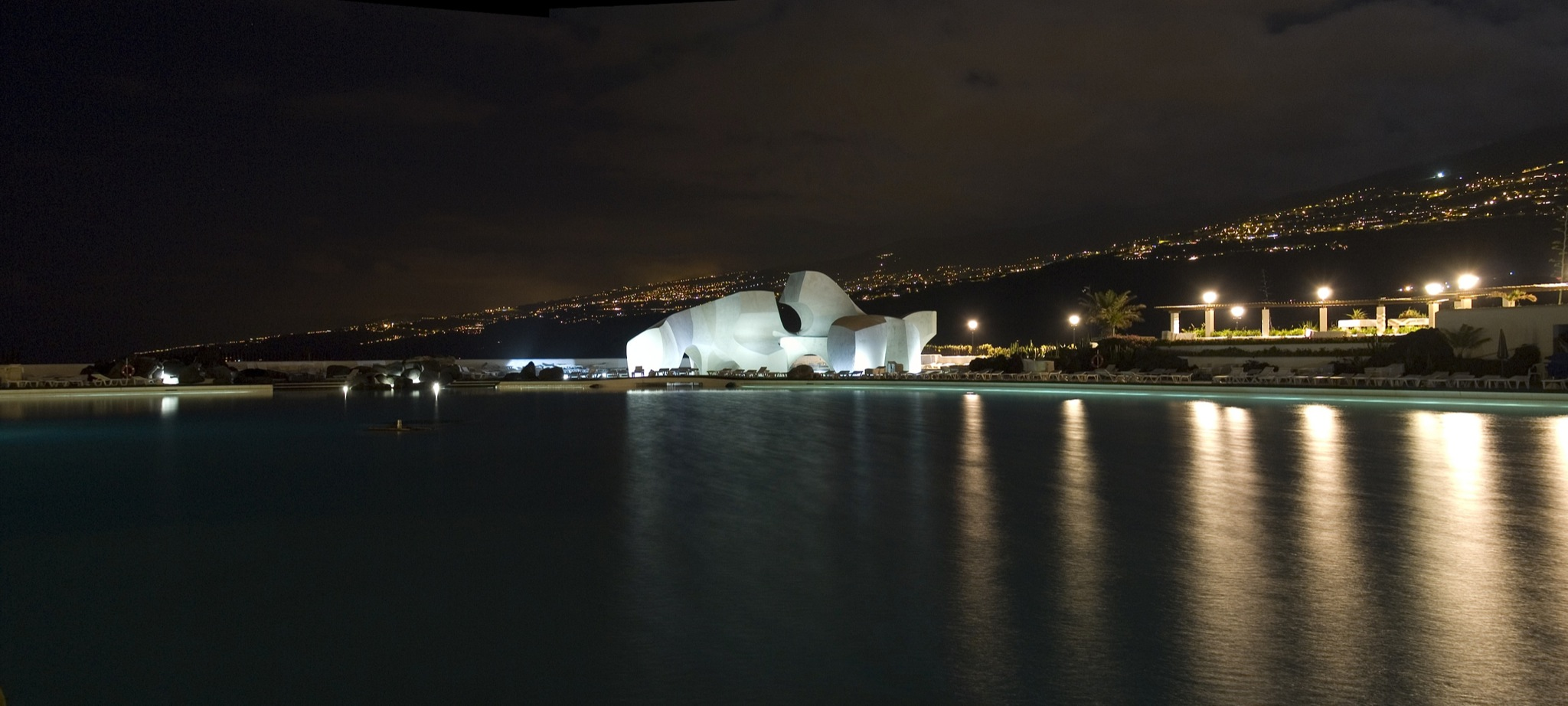
Complejo Lago Martiánez

El municipio cuenta con varios elementos patrimoniales declarados Bien de Interés Cultural:
En la categoría de jardín histórico
- Jardín de Aclimatación de la Orotava: construido en 1788 como jardín de aclimatación.

- Lago de la Costa de Martiánez: complejo de ocio diseñado por el artista César Manrique, compuesto de un conjunto de piscinas y lagos, inaugurado en 1977.

En la categoría de monumento

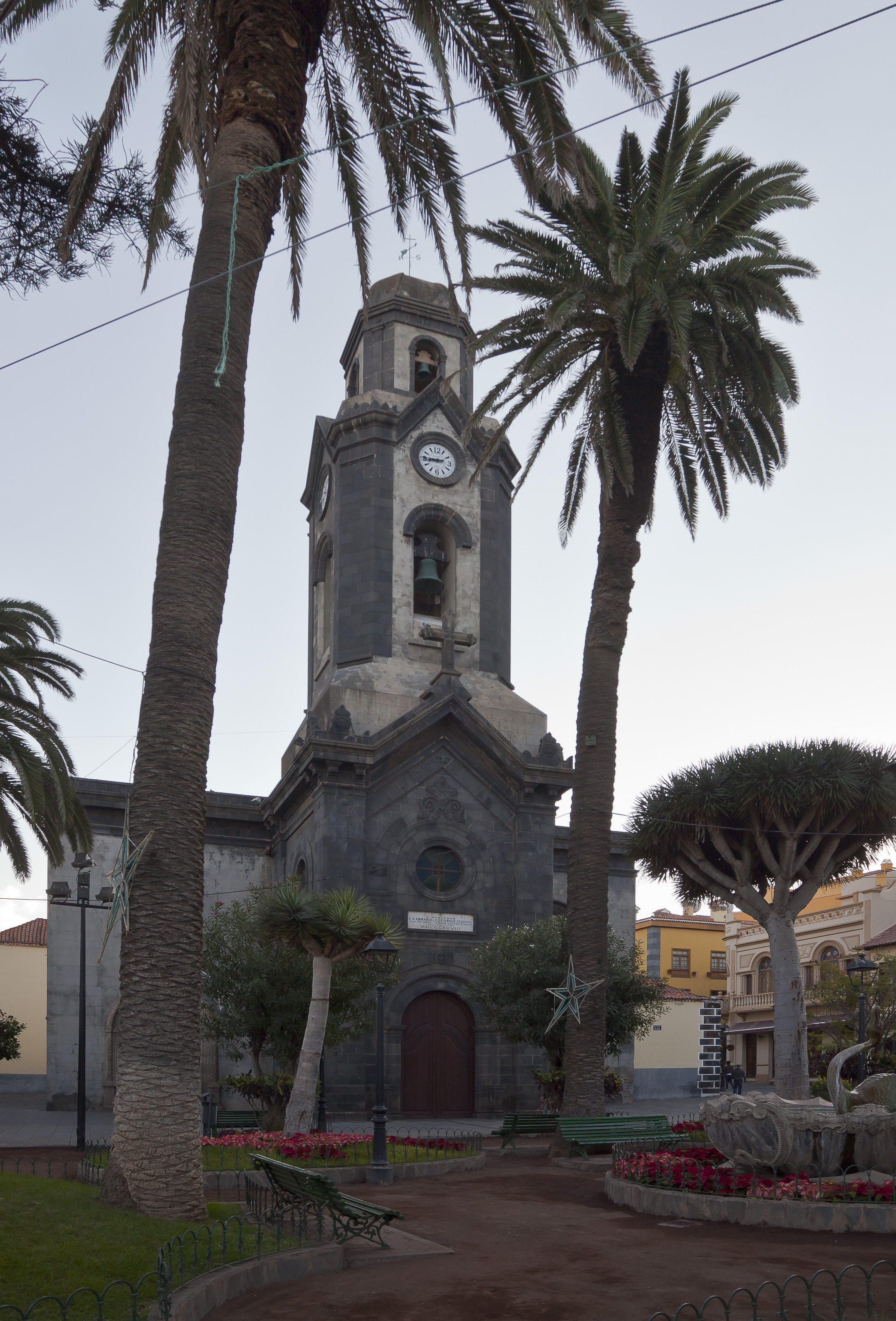
Iglesia de Nuestra Señora de la Peña de Francia

- Iglesia de Nuestra Señora de la Peña de Francia: inicialmente construida en 1697, fue ampliándose posteriormente.

- Ermita de San Telmo.

- Iglesia de San Francisco. La ermita de San Juan Bautista, del siglo XVI, es una nave lateral de la iglesia de San Francisco desde el siglo XVIII. Destaca por su arquitectura y sus retablos renacentistas y barrocos.

- Ermita de San Nicolás de Tolentino y Casa Solariega.

- Casa de la Real Aduana: fundada en 1620, alojó en ella las dependencias de la aduana, así como la residencia de los administradores. Su actual propietario, el Cabildo Insular de Tenerife, la rehabilitó y sus dependencias acogen una tienda de artesanía en la planta baja y el museo de Arte Contemporáneo Eduardo Westerdahl (MACEW) en la parte alta del edificio.

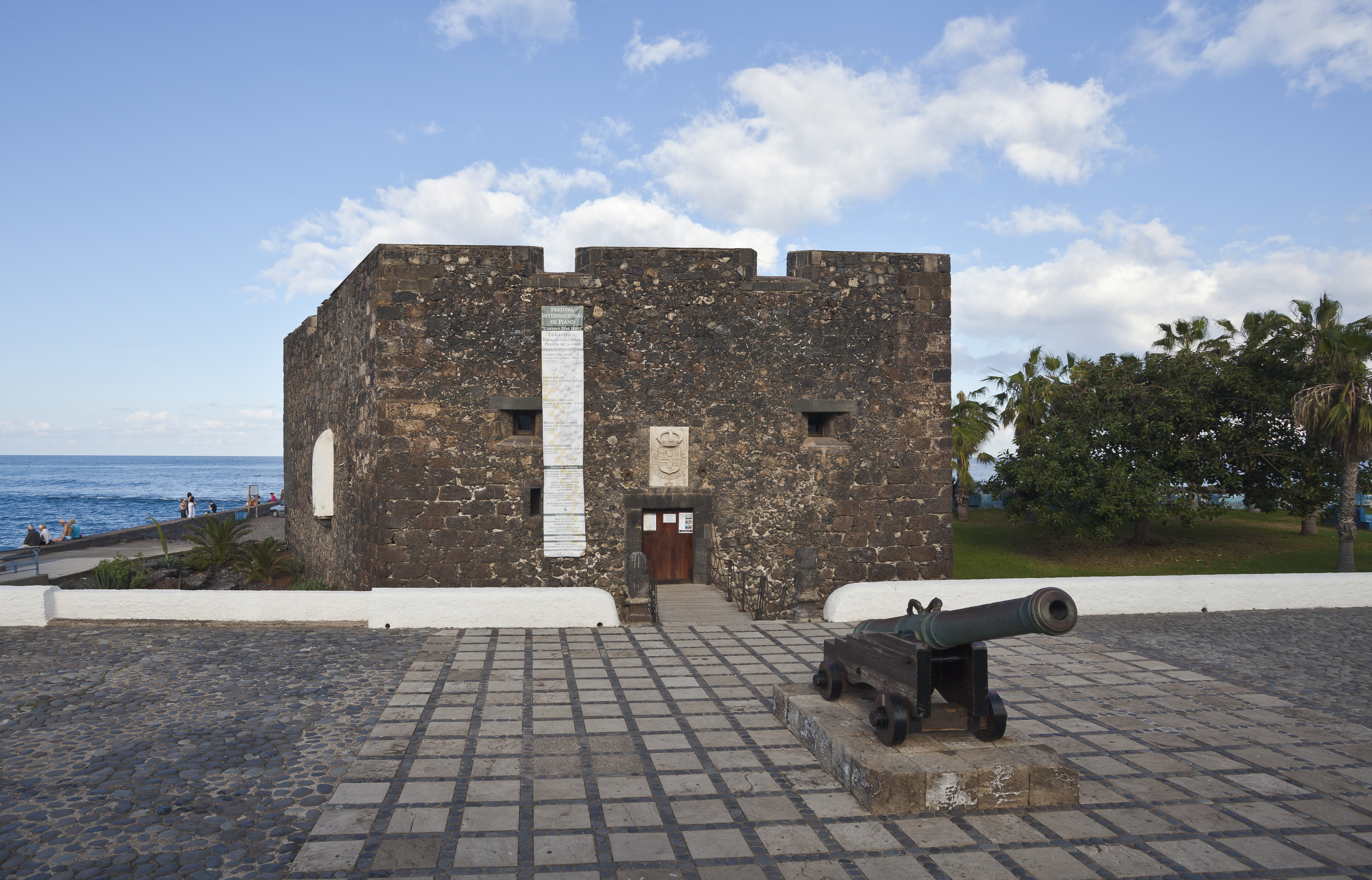
Castillo de San Felipe

- Castillo de San Felipe: construido en el siglo XVII para defender a la población de los ataques piratas, es hoy un espacio cultural donde se celebran recitales poéticos, conciertos de música, exposiciones, etc.

- La Casa Amarilla: se considera a este edificio la sede del primer centro de estudios primatológicos de la historia, al haber acogido entre los años 1913 y 1918 la Estación de Antropoides de Tenerife, promovida por la Academia Prusiana de Ciencias de Berlín y dirigida principalmente por el célebre psicólogo alemán Wolfgang Köhler.

- Casa Iriarte.

- Casa Miranda.

- Casa Tolosa.

- Inmueble de la calle Blanco, 19.

- Jardines y Casona de San Fernando.

- Torreón del Ventoso.

En la categoría de sitio histórico
- Hornos de Cal.

En la categoría de zona arqueológica
- Ladera de Martiánez.

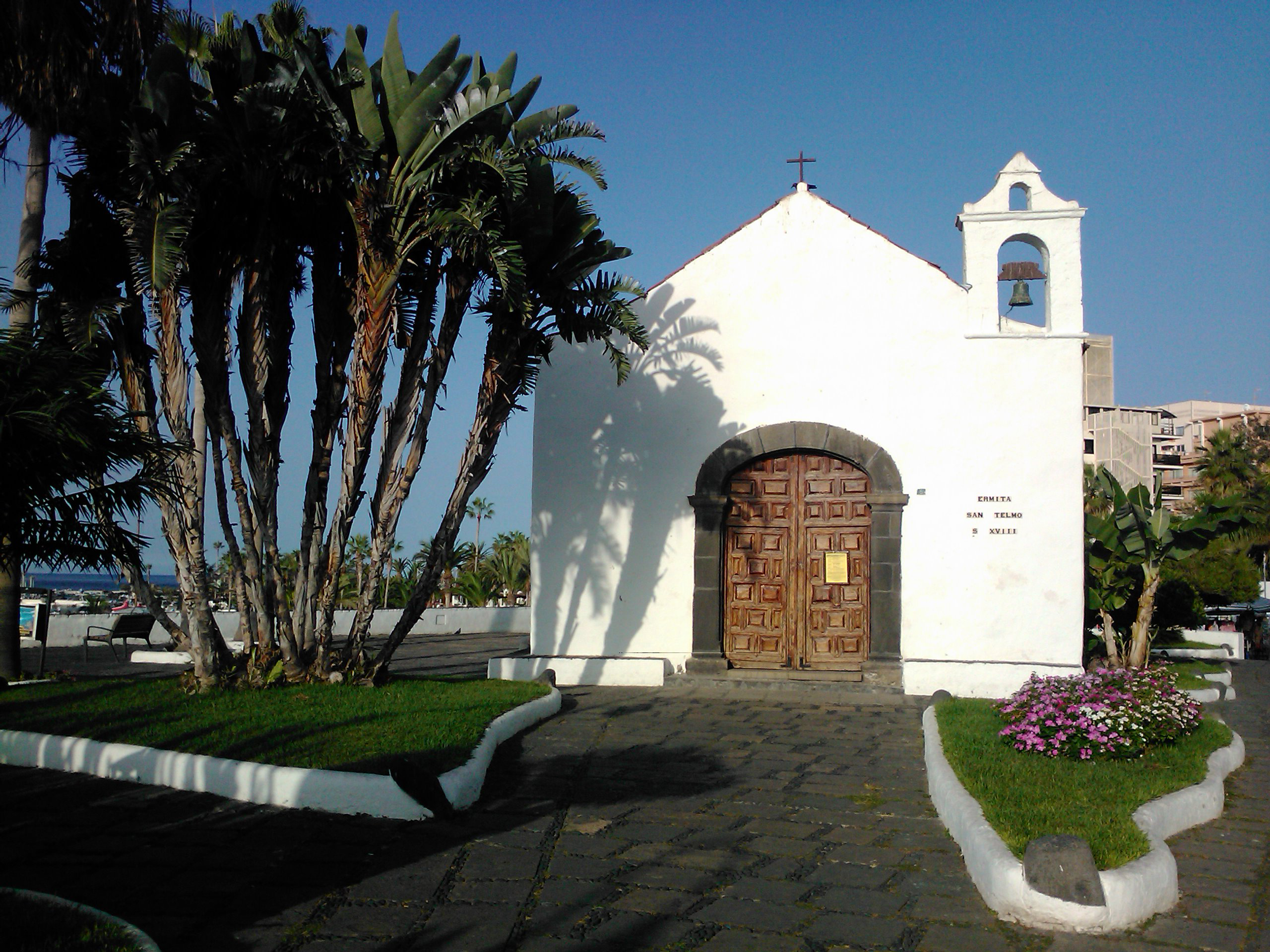
Ermita de San Telmo
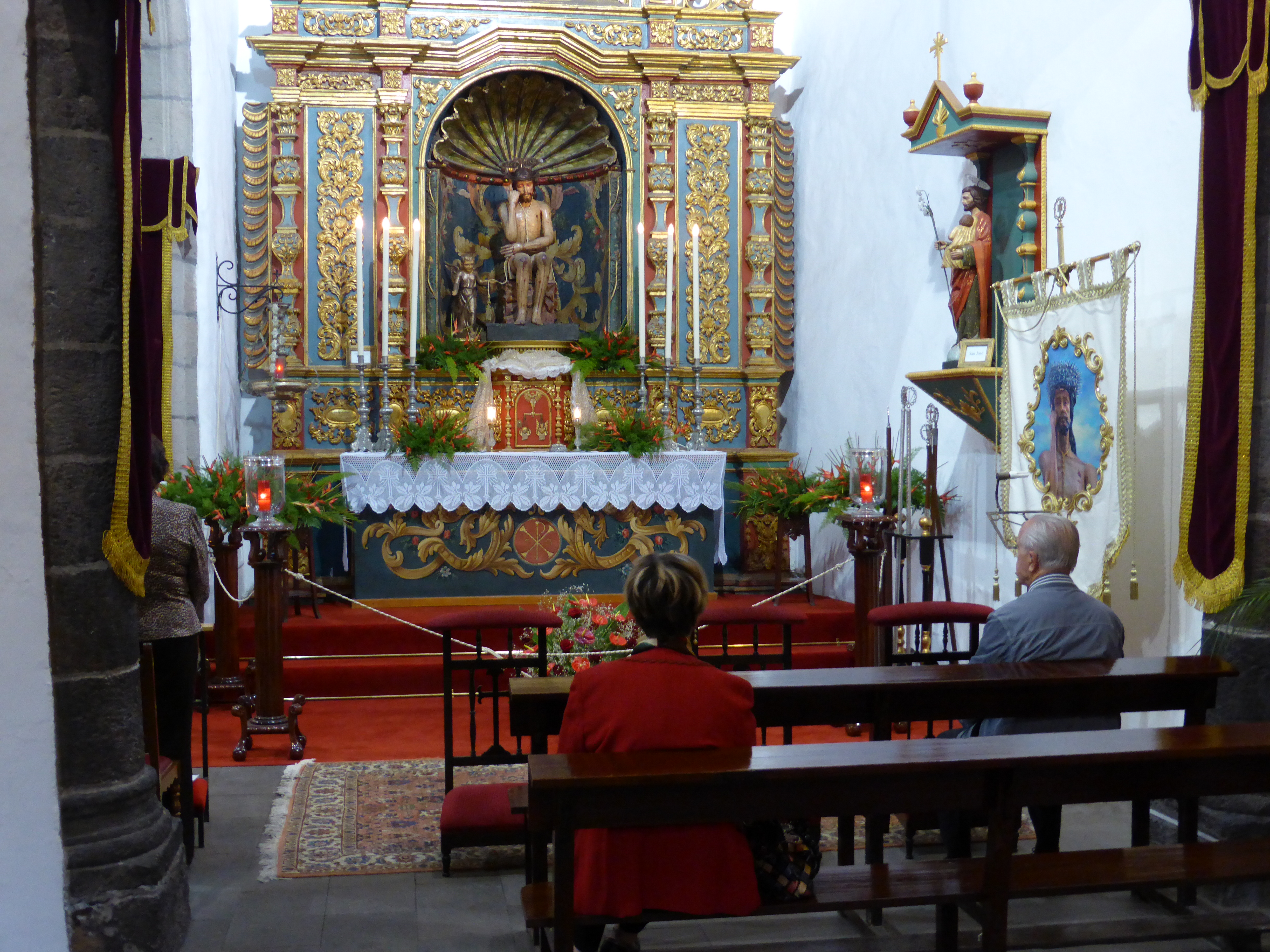
Interior de la ermita de San Juan Bautista
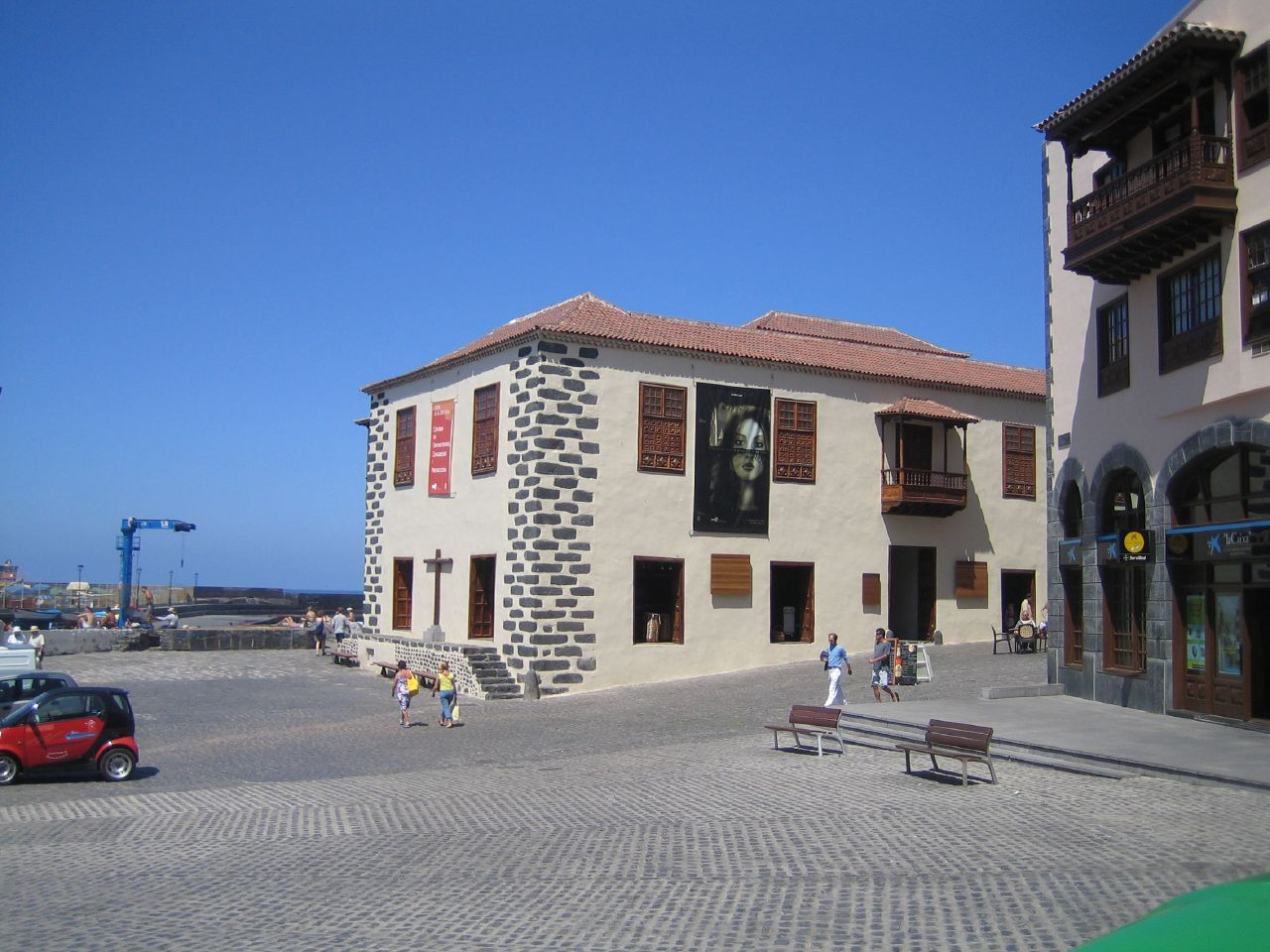
Casa de la Real Aduana

### Otro patrimonio

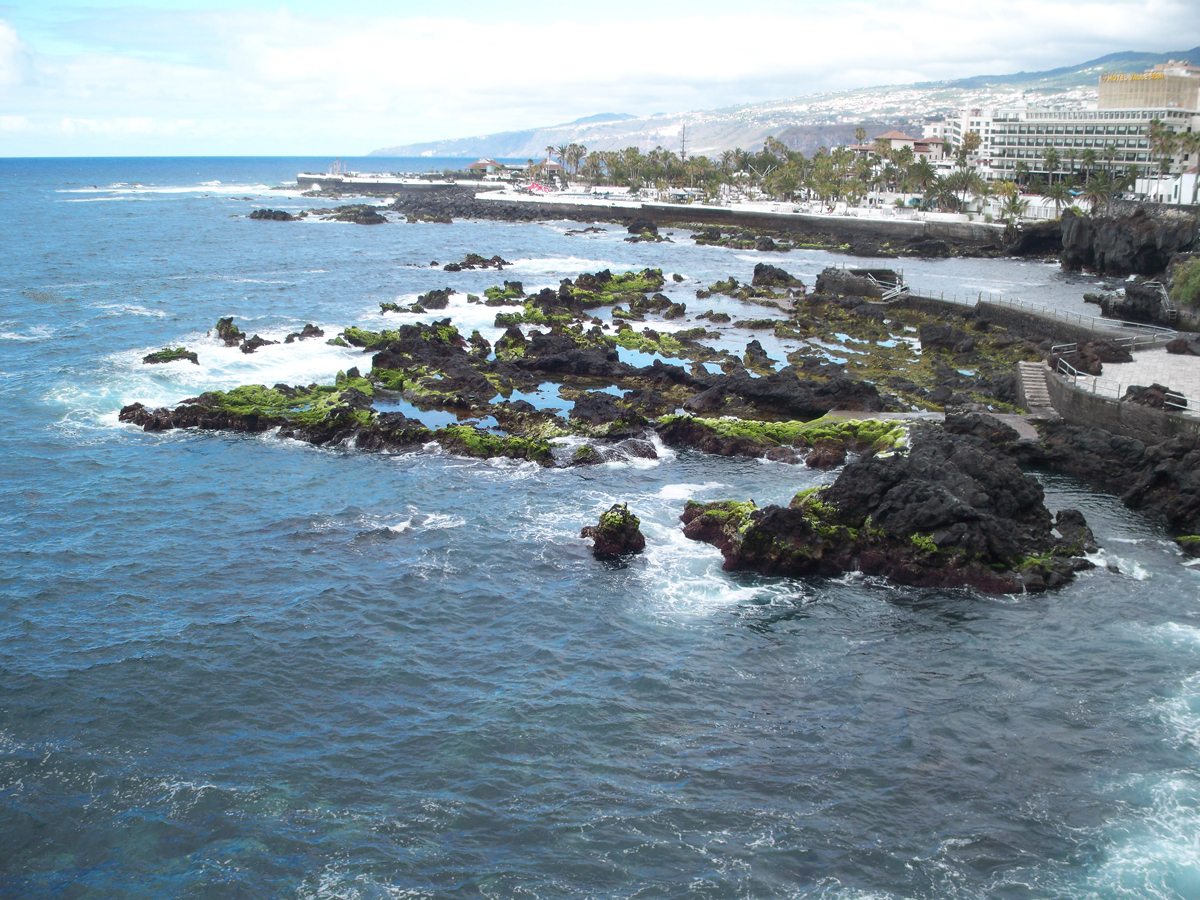
Paseo marítimo de San Telmo

- Paseo de San Telmo: paseo peatonal muy transitado junto a parte de la costa portuense en el que se encuentra la ermita de San Telmo (1870).

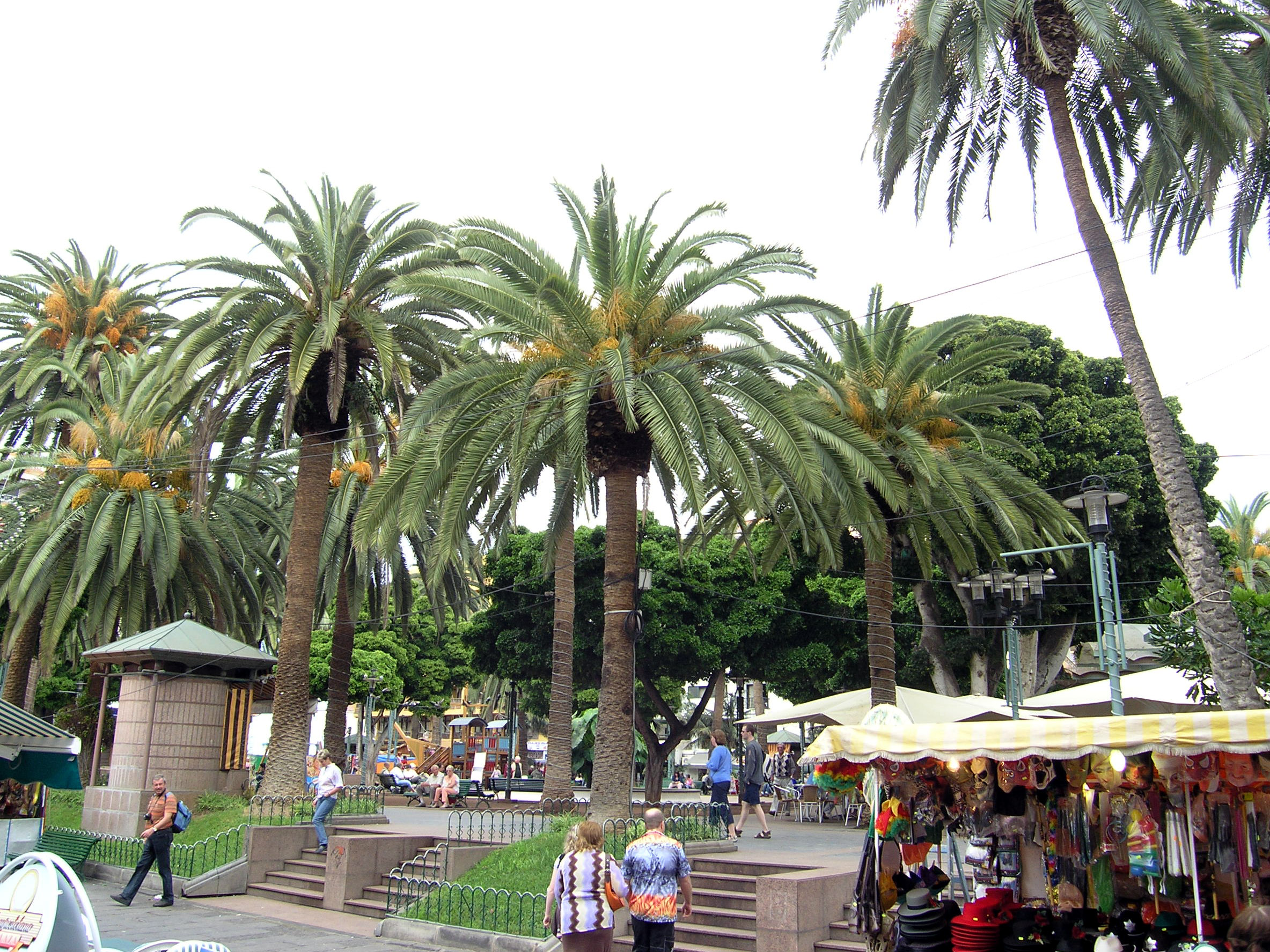
Plaza del Charco. En 1880 se construye su pila central

- Plaza del Charco: centro neurálgico del municipio. A su alrededor se encuentra la principal zona comercial del municipio. En su interior se encuentra la conocida «pila» con la ñamera, siendo ésta la principal seña de identidad de esta plaza cosmopolita.

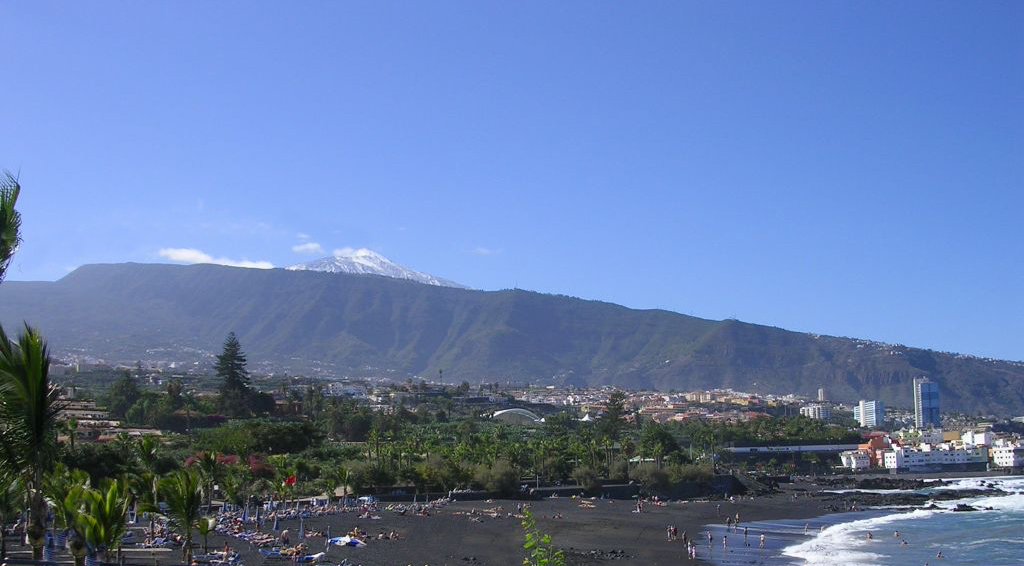
Playa Jardín

- Playa Jardín: playa de arena negra, remodelación de antiguas playas, diseñada por el artista César Manrique para dotarla de extensas zonas de jardines, escollera, bares y restaurantes, zonas de ocio, etc. Está compuesta por tres zonas: playa del Charcón, playa del Castillo y playa de Punta Brava, esta última diferenciada por los lugareños en tres playas (playa Chica, playa Julián y playa Grande).

- Loro Parque: zoológico abierto desde hace más de 30 años especializado en la conservación de gran variedad de loros. Su extensión es de 135 000 m². Desde su inauguración, Loro Parque ha recibido más de 40 millones de visitantes.[29]

- Hotel Taoro: uno de los primeros establecimientos hoteleros de toda Canarias (1890), posteriormente se transformaría en casino regentado por el Cabildo Insular de Tenerife y actualmente en vías de recuperar su antigua función hotelera.

- Jardín Sitio Litre: casa del siglo XVIII que acogió a ilustres visitantes, como la novelista Agatha Christie o el explorador Alexander von Humboldt. Actualmente la casa se puede visitar y posee un jardín con un colección de plantas tropicales y subtropicales.

- Museo Arqueológico del Puerto de la Cruz: con importantes piezas de la prehistoria de la isla y donde también se encuentra el ídolo guanche de Guatimac (símbolo del museo).

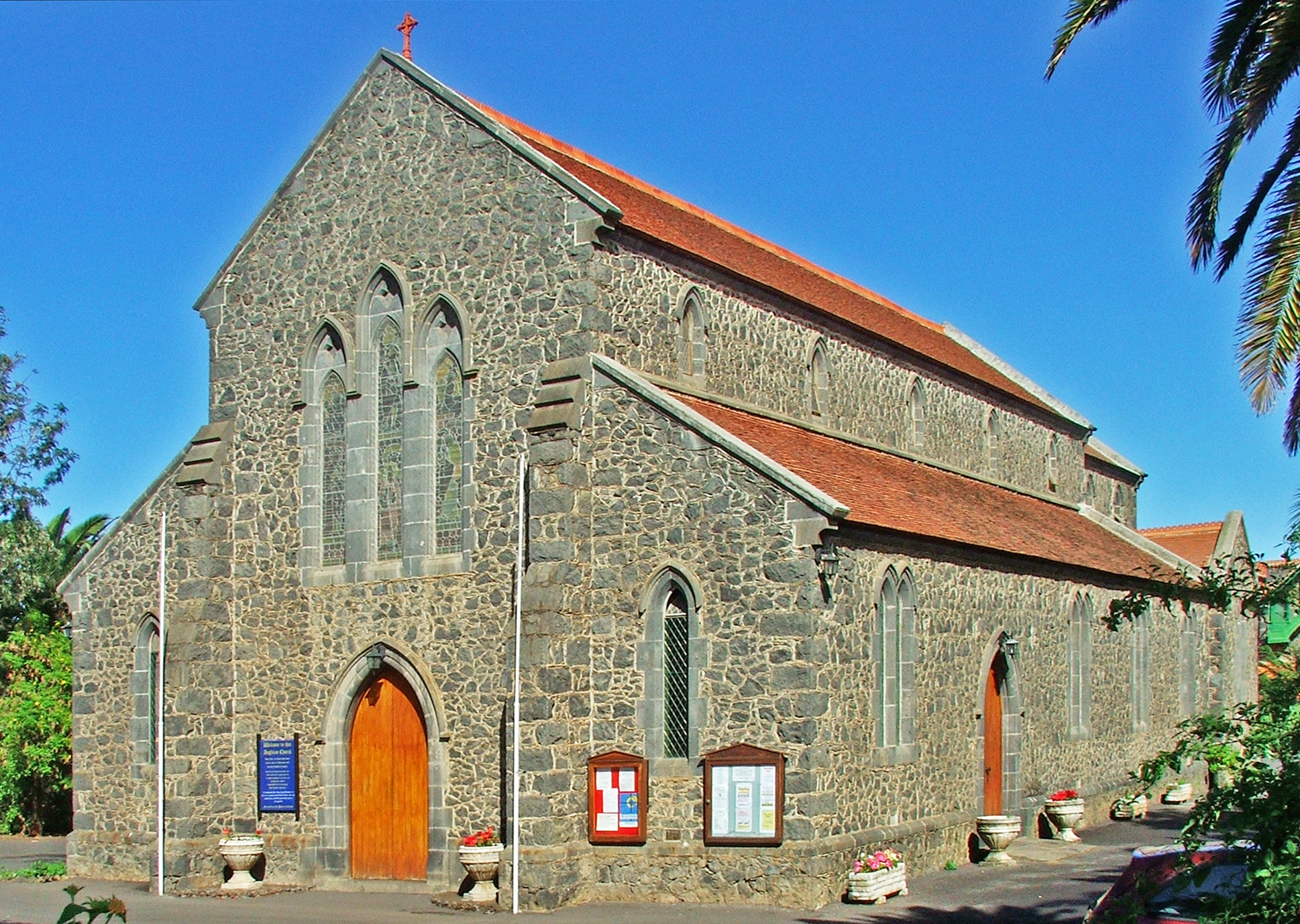
Iglesia de Todos los Santos

- Iglesia de Todos los Santos: de culto anglicano, se encuentra dentro del parque Taoro y es un vestigio de la importante colonia inglesa que en el siglo XIX se instaló en la ciudad. El estilo de la edificación es neogótico inglés. La primera piedra de la iglesia fue colocada el 7 de mayo de 1890. En esta ciudad también se encuentra el cementerio anglicano más antiguo de Canarias.

- Mercado municipal El Tejar: edificio de estilo funcionalista inaugurado en 1986. Lugar frecuentemente visitado a nivel turístico por su ubicación y por los múltiples servicios que ofrece.

## Cultura

### Instalaciones culturales
- El Instituto de Estudios Hispánicos de Canarias (IEHC), desde su fundación en 1953, dirige sus actividades a la difusión de la cultura canaria, americana e hispánica en general, sin perder de vista las manifestaciones culturales de otras áreas o pueblos. En sus instalaciones se celebran conferencias,recitales, presentaciones, exposiciones, cine y otras muchas actividades que avalan la intensidad de su compromiso cultural a lo largo de sus años de historia.[30]

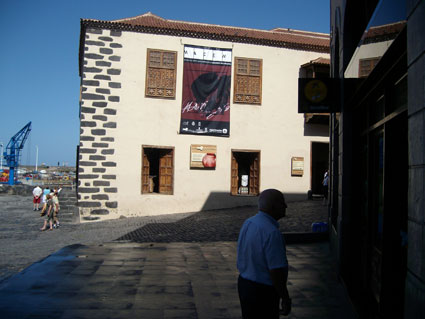
Museo de Arte Contemporáneo Eduardo Westerdahl

- El Museo de Arte Contemporáneo Eduardo Westerdahl (MACEW) tiene su sede en la Casa de la Aduana, y su colección, perteneciente al Instituto de Estudios Hispánicos de Canarias, esta especializada en el arte del siglo XX en Canarias, ya que cuenta con obras de Óscar Domínguez, César Manrique, Manolo Millares, Juan Ismael, Lola Massieu o Pedro González. Por otra parte, dispone de obras de reconocidos artistas españoles y extranjeros como Wolfgang Paalen, Ángel Ferrant, Luc Peire, Eduardo Úrculo, Antoni Tápies y Josep Guinovart, entre otros.[31]

### Acontecimientos culturales
El Castillo San Felipe anualmente desde 1993 el Certamen de Arte Joven del Puerto de la Cruz Cruzarte, con categorías de pintura, relato, poesía, fotografía, cortometraje y videoarte.
También se celebran pequeños conciertos denominados Matinees00, todos los domingos en el espacio cultural Castillo San Felipe.[cita requerida]
Durante la Semana Santa y desde 2002, se desarrolla también el Festival de Música Antigua y Barroca de Puerto de la Cruz a cargo de la Asociaciñon Cultural Reyes Bartlet.
Desde el año 1994 existe en este municipio el Colectivo Cultural 7 islas compuesto por pintores, poetas, músicos y fotógrafos que realizan exposiciones, recitales y concursos.[cita requerida]
Mueca es un festival de arte que se celebra en las calles de Puerto de la Cruz, en la isla de Tenerife, España. Es un fin de semana en el que la gente disfruta, de escenario en escenario, con las actuaciones de los más diversos artistas. Más información en festivalmueca.com

### Fiestas
En el municipio se celebran diversas fiestas, siendo días festivos locales el 3 de mayo, Exaltación de la Santa Cruz y conmemoración de la fundación de la ciudad, y el 15 de julio, festividad de la Virgen del Carmen.
Fiestas del Carmen

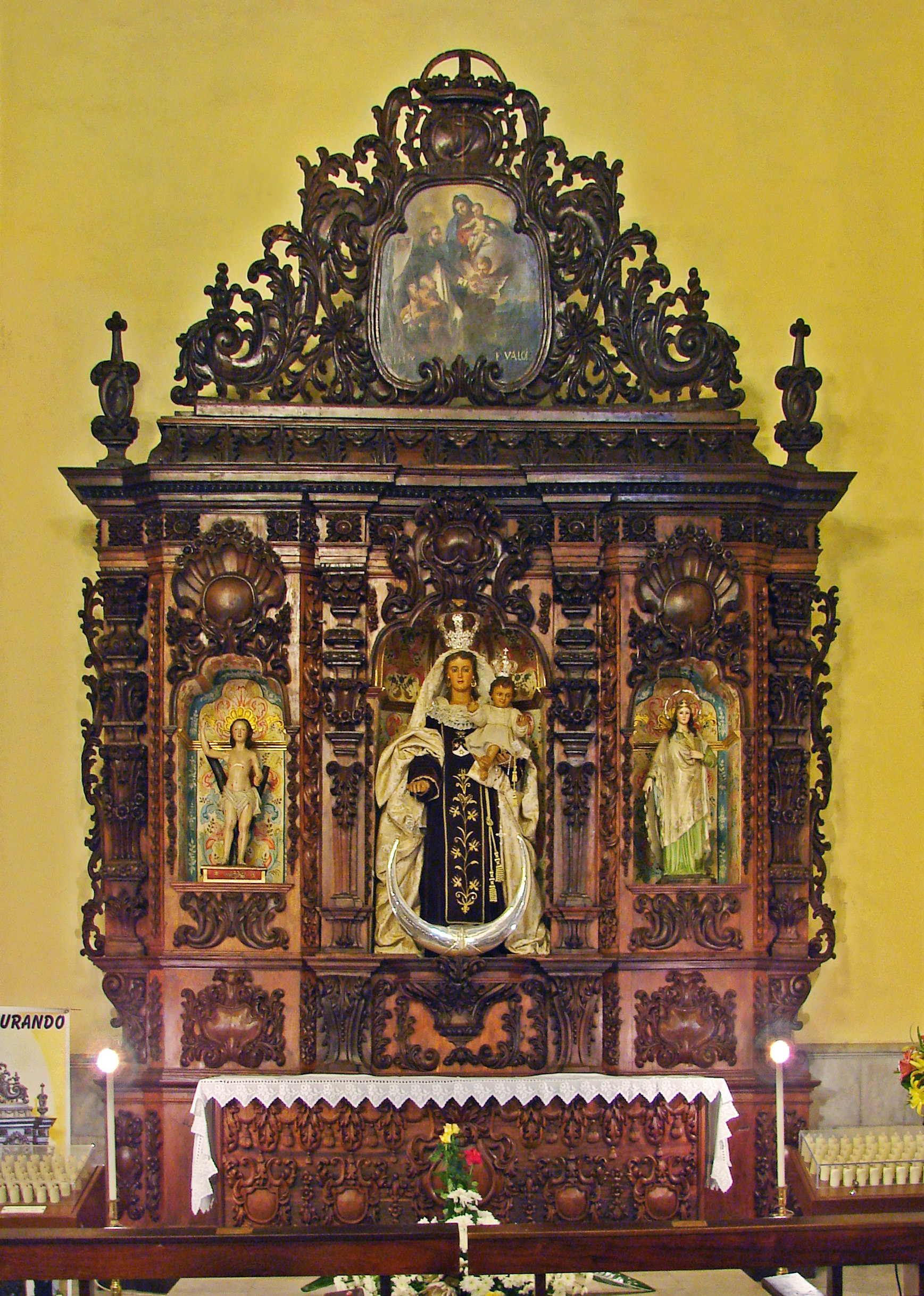
Altar de Nuestra Señora del Carmen

Procesión de la Virgen del Carmen y de San Telmo. Las imágenes son llevadas por los pescadores de la localidad y embarcadas en el muelle pesquero, desde donde realizan una procesión marítima por la costa del municipio. Pero esto empieza desde las 9 de la mañana con la misa a la Virgen del Carmen, en la ermita del muelle con una afluencia de portuenses y turistas de varios países, a primera hora. Luego se reparten dulces con chocolate para empezar con las fiestas. Para la mayoría de los pescadores este es un día muy esperado, en el que les cantan a la virgen el Salve Reina de los Mares. Al finalizar la embarcación la Virgen es llevada en procesión por las calles portuenses y para finalizar hay una exhibición de fuegos artificiales.
A su embarcación y procesión acuden más de 30 000 personas llegadas de diferentes puntos del Archipiélago Canario, lo que la convierte en la embarcación a esta advocación mariana más multitudinaria de Canarias.
El día de la embarcación la gente se baña en el muelle pesquero. También es tradición la cucaña, que consiste en un palo muy engrasado y resbaladizo colocado sobre el agua en posición horizontal, a una altura de unos 3 metros, con una bandera al final. Los participantes deben recorrer el palo sin caerse para lograr alcanzar la bandera.
En la víspera a esta celebración se realiza en la playa de San Telmo la «Sardinada», donde se reúnen gran cantidad de portuenses para comer sardinas asadas y bailar con la música.
Carnavales

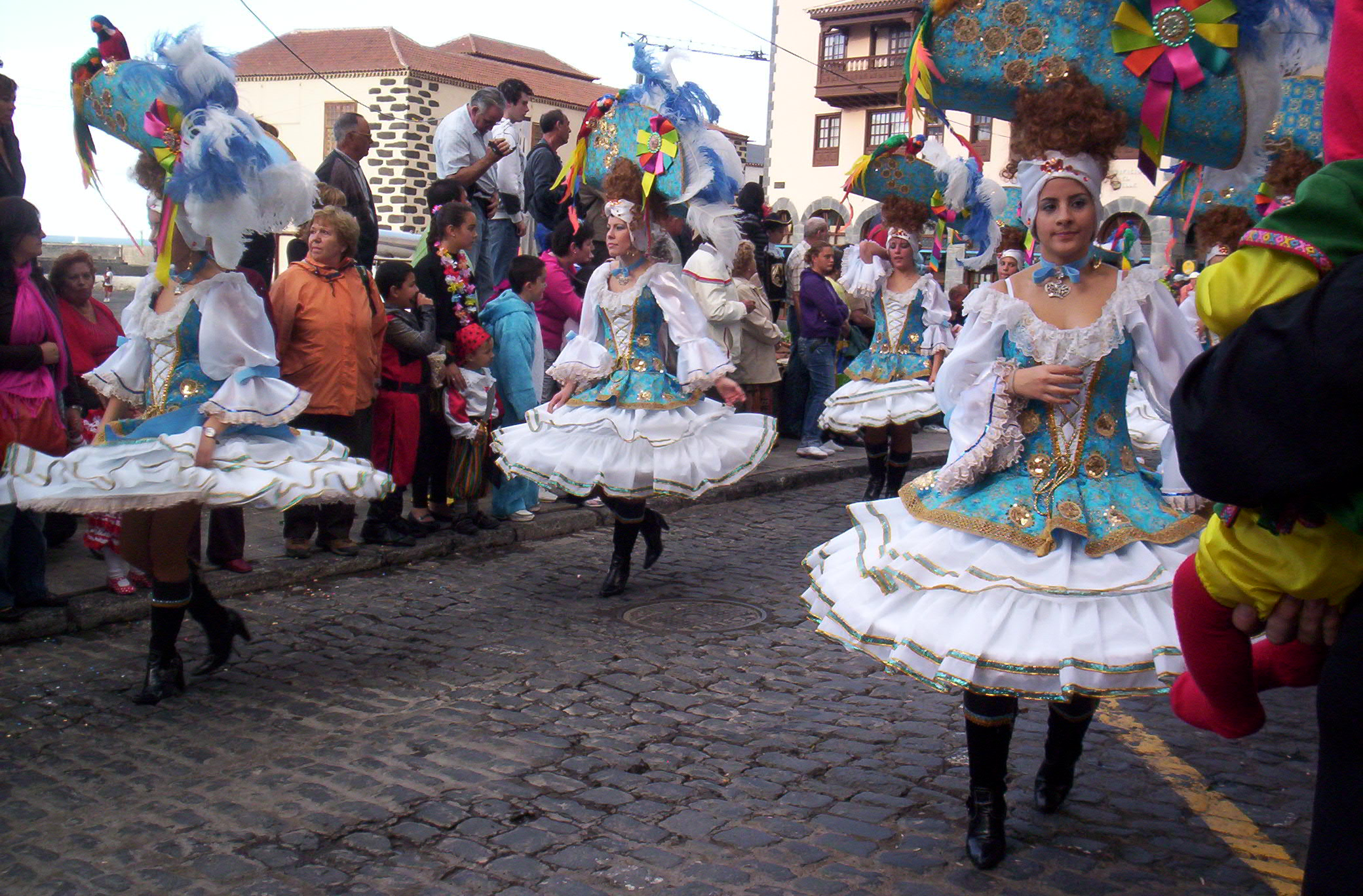
Carnavales del año 2008

En el Carnaval Internacional del Puerto de La Cruz destacan los siguientes eventos:
- Gran Gala de Elección de la Reina del Carnaval
- Entierro de la Sardina
- Mascarita Ponte Tacón; carrera de obstáculos que se desarrolla por las principales calles portuenses, en el que las mascaritas deben llevar un calzado de no menos de 10 cm de altura.
- Coso Apoteosis del Carnaval

En estas fiestas suele participar una delegación de los carnavales de Düsseldorf, ciudad alemana con la que el municipio está hermanado desde el año 1972.
San Andrés
En la víspera del santo (29 de noviembre), al anochecer, los niños de Puerto de la Cruz se dedican a «correr el cacharro», sacando las «cacharreras» que han preparado con anterioridad. La gente suele celebrar esa noche con pescado salado, mojo, gofio y castañas asadas.

### Deporte

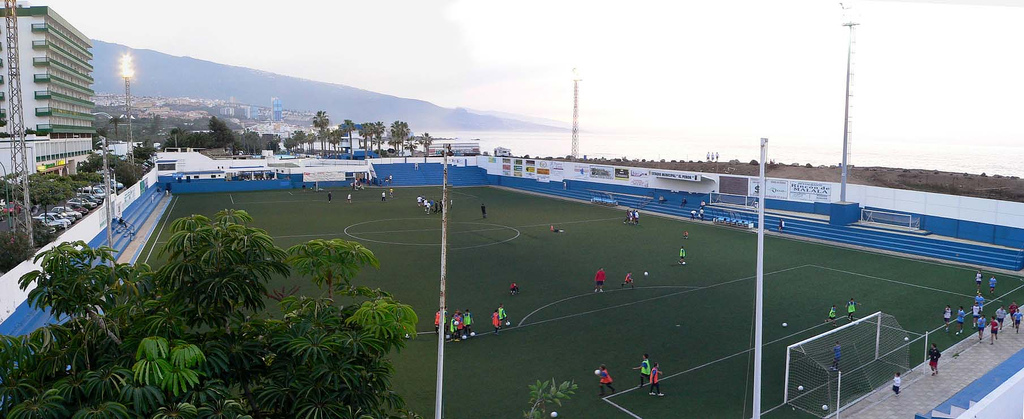
Estadio municipal El Peñón

Puerto de la Cruz tiene a uno de los mejores equipos de béisbol de España: el Marlins Puerto de la Cruz. Juega en la máxima división española y ha ganado en una ocasión la Copa de la CEB, el campeonato de béisbol más importante de Europa.
En otros ámbitos deportivos destaca el fútbol y el baloncesto, donde hay numerosos estadios y polideportivos donde se practican. En fútbol, destaca la rivalidad entre Club Deportivo Vera y Club Deportivo Puerto Cruz. Actualmente, el CD Vera disputa la Tercera RFEF del fútbol nacional, mientras que el CD Puerto Cruz disputa la categoría Regional Preferente. Otros deportes importantes son el tenis y el waterpolo, con el Club Natación Martiánez al frente.

### Religión

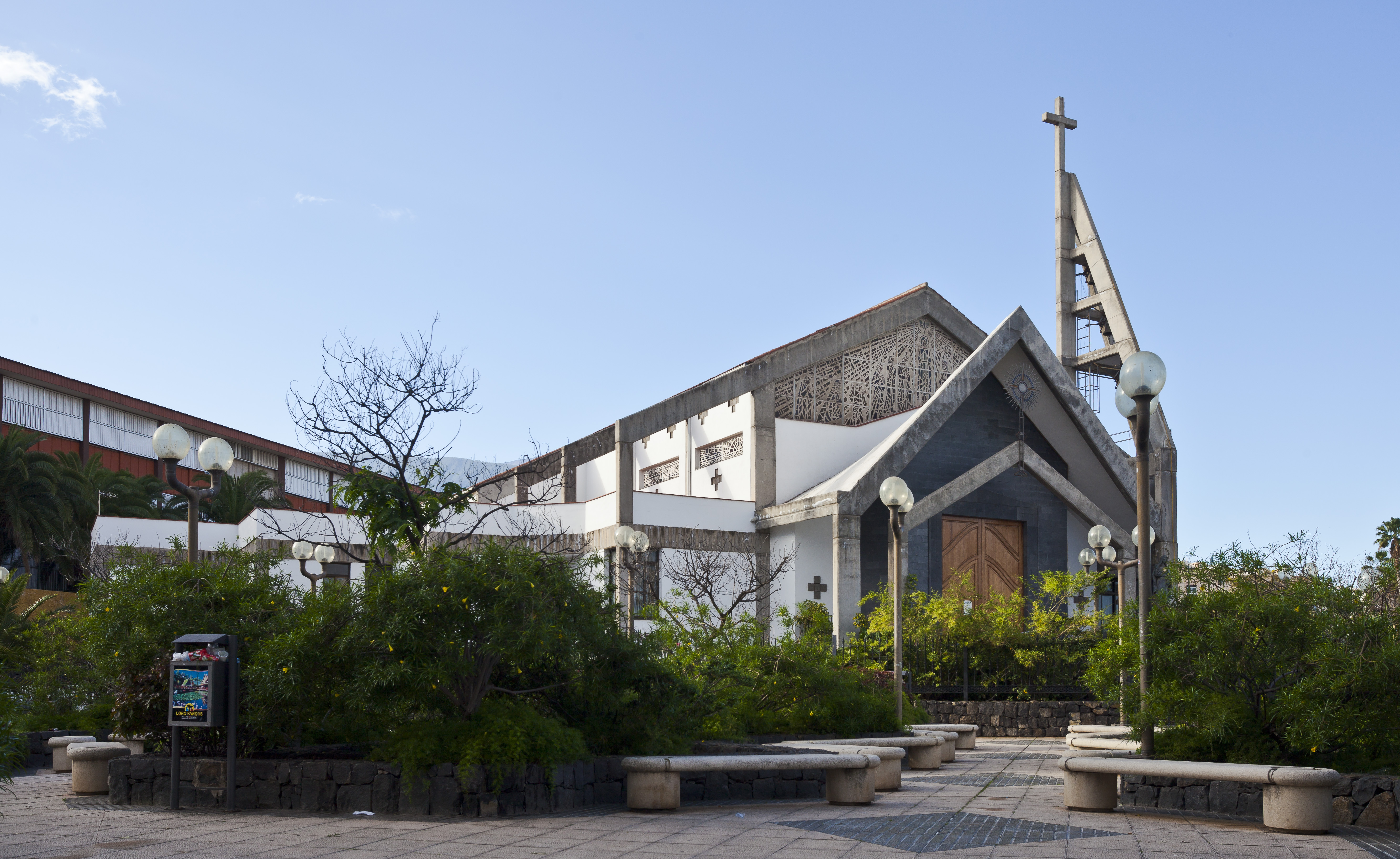
Parroquia De Nuestra Señora De Los Dolores y San Felipe Apóstol

La población creyente del municipio profesa mayoritariamente la religión católica, estando repartida la feligresía en nueve parroquias pertenecientes al arciprestazgo de La Orotava de la diócesis de Tenerife:
- Parroquia matriz de Ntra. Sra. de la Peña de Francia, en Puerto de la Cruz
- Parroquia de Nuestra Señora de Candelaria, en La Vera
- Parroquia de Ntra. Sra. de la Paz y San Amaro, en La Paz
- Parroquia de Ntra. Sra. de la Peñita, en Puerto de la Cruz
- Parroquia de Ntra. Sra. de los Dolores y San Felipe, en Puerto de la Cruz
- Parroquia de la Sagrada Familia
- Parroquia de San Antonio de Padua, en San Antonio
- Parroquia de San Pablo, en Las Dehesas
- Parroquia de Santa Rita de Casia, en Punta Brava

En Puerto de la Cruz también se localizan templos de otras confesiones cristianas, como son las iglesias evangélicas, anglicana (la iglesia de Todos los Santos), sueca y el Salón del Reino de los Testigos Cristianos de Jehová.
Patronazgo
La ciudad se encuentra bajo el patronazgo religioso de la Santa Cruz, aunque las imágenes de mayor devoción del municipio son la de la Virgen del Carmen y la del Gran Poder de Dios, ambos nombrados por el ayuntamiento portuense alcalde y alcaldesa Honorarios y Perpetuos de la ciudad en julio de 2011.

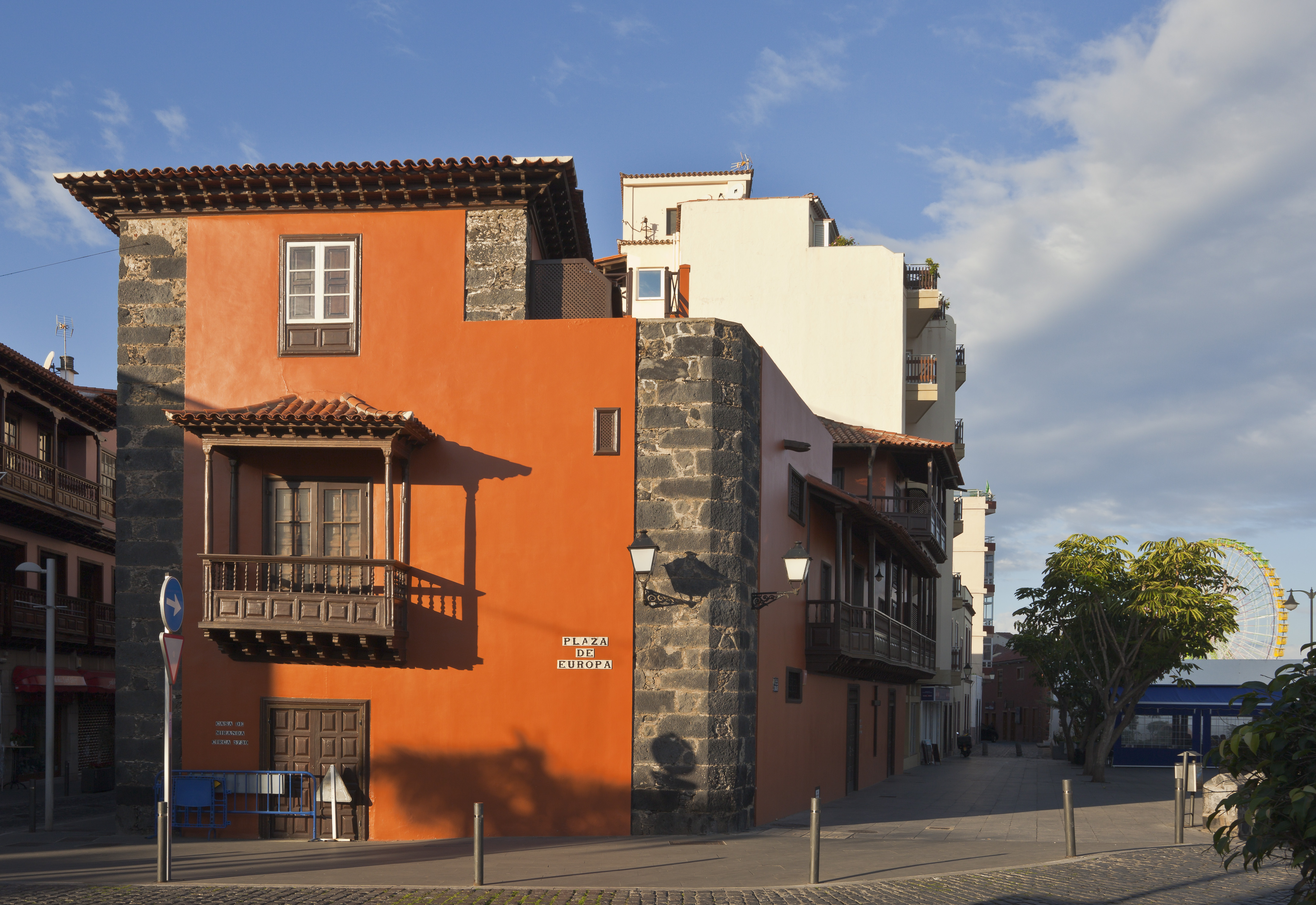
Plaza de Europa
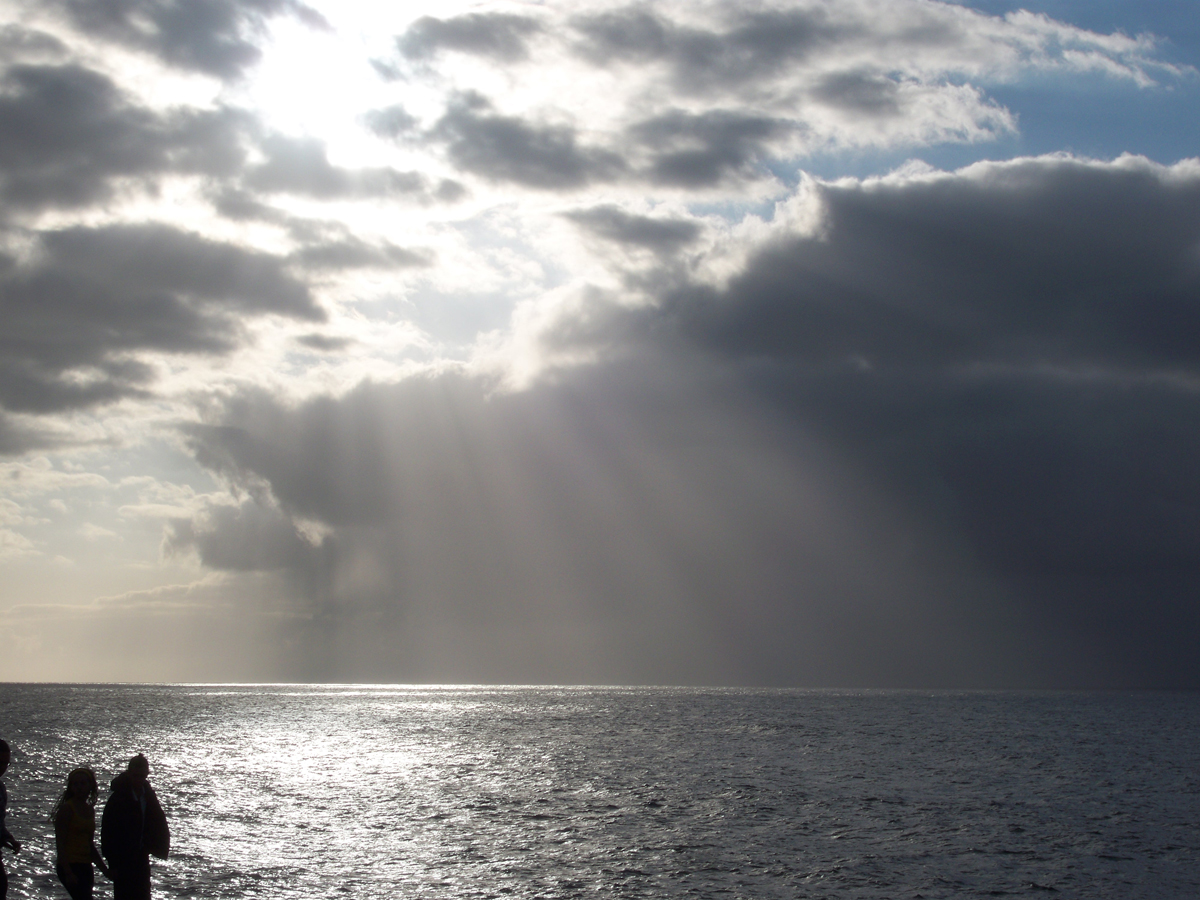
Vistas al océano Atlántico desde Puerto de la Cruz
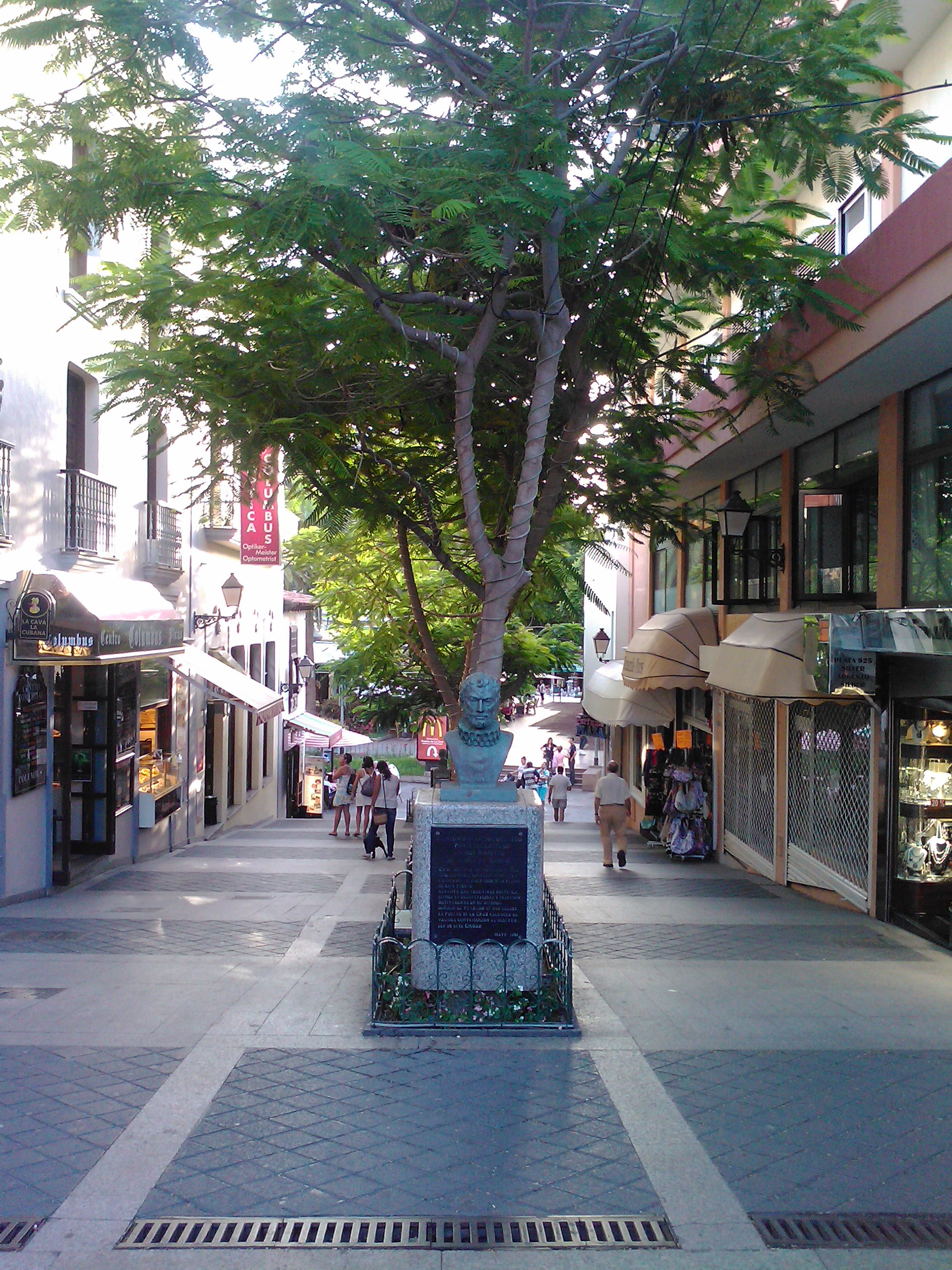
Calle Quintana
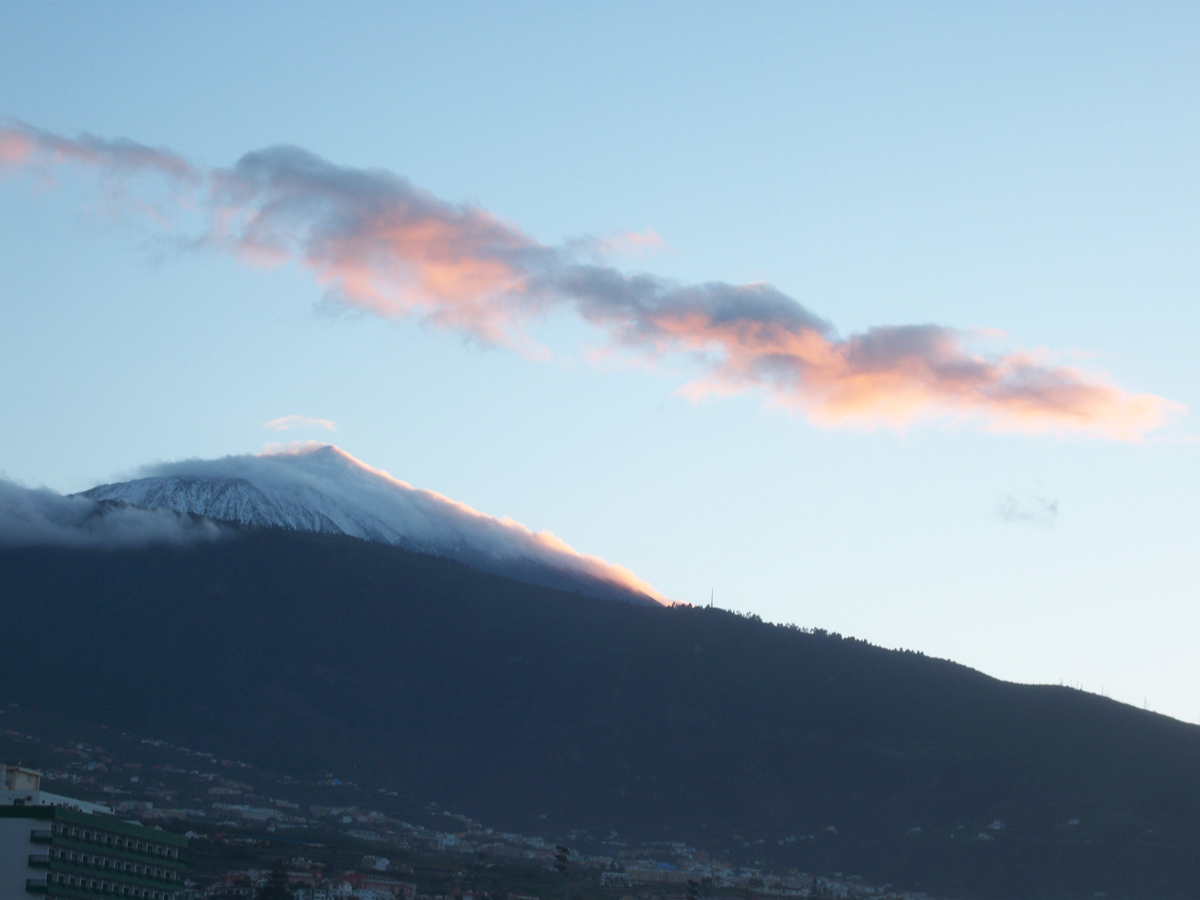
Vistas al Teide desde Puerto de la Cruz
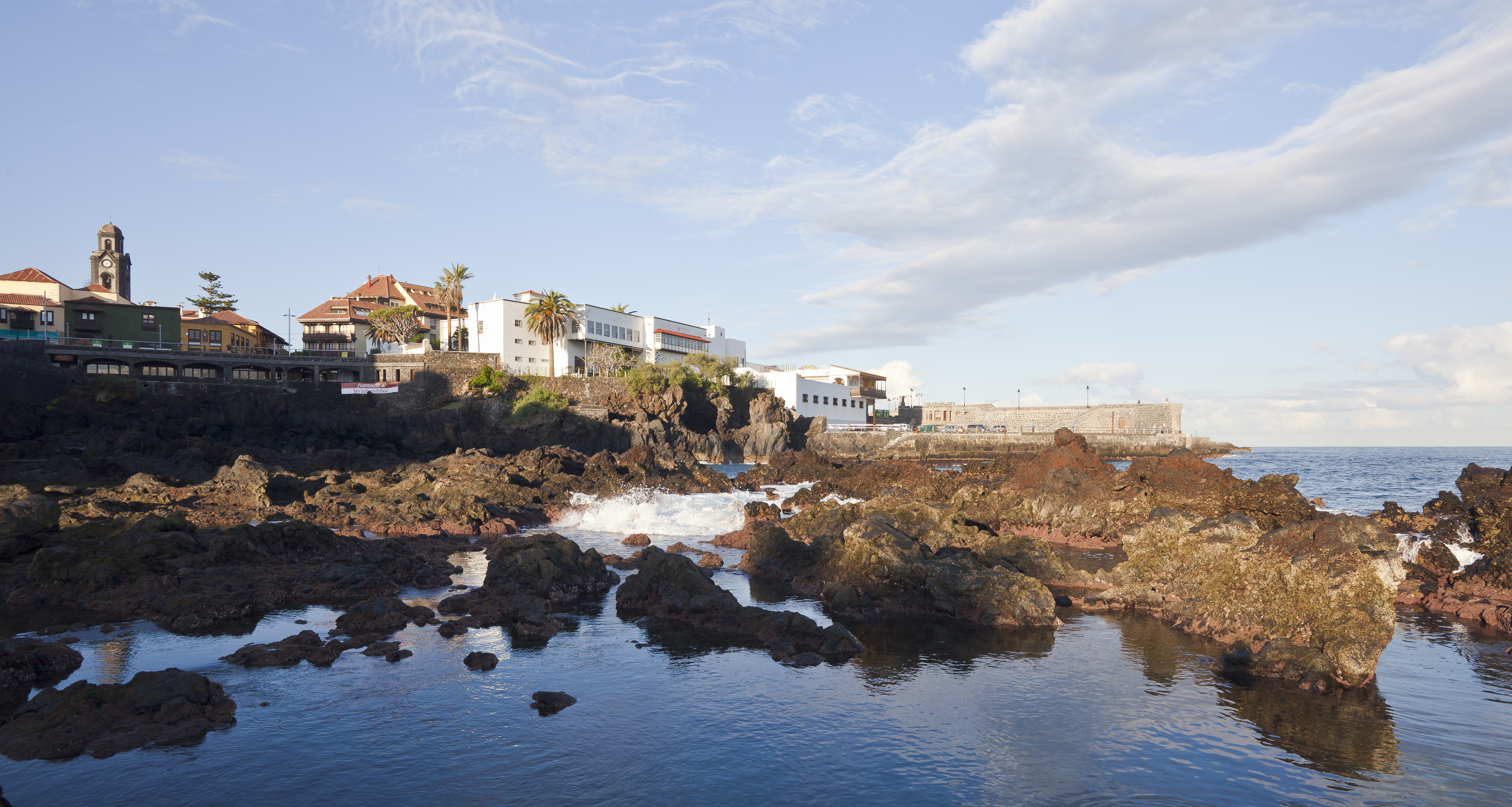
Costa de Puerto de la Cruz

## Localidades hermanadas
- Almuñécar, España
- Breña Alta, España
- Düsseldorf, Alemania (2003)[40]
- Martinsicuro, Italia (2000)[41]
- Puerto La Cruz, Venezuela
- Torquay, Reino Unido
- Pushkin, Rusa